# Spectacles de Johnny Hallyday
Johnny Hallyday, au cours de ses 57 ans de carrière (1960 - 2017), a effectué 184 tournées, 27 rentrées parisiennes et attiré plus de 29 millions de spectateurs.

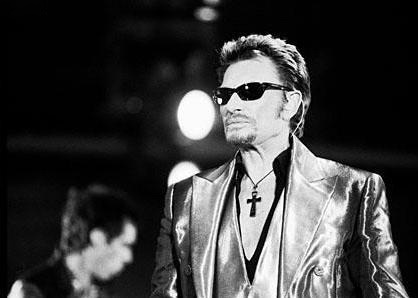
Johnny Hallyday en concert en 2003.

En France, l'artiste a donné 700 représentations dans la capitale, dont : 265 à l'Olympia, 145 au Palais des sports de Paris, 103 à Bercy (dont huit avec Les Vieilles Canailles) et 88 au Zénith de Paris. Il s'est également produit deux fois au Parc des Princes y donnant sept représentations et trois fois au Stade de France, pour neuf concerts.

Johnny Hallyday comptabilise plus de 3 040 concerts en Europe, dont 3 021 en France et plus de 3 500 représentations au cours de sa carrière, durant laquelle il a chanté dans quarante pays différents.

## Avant propos
- Nous suivons ici la chronologie des spectacles de Johnny Hallyday.
- Nous indiquons également les tournées à caractère exceptionnel, à l'exemple du Johnny Circus de 1972.
- Nous recensons aussi les concerts données dans divers pays à travers le monde, les participations de Johnny Hallyday à des concerts à caractère humanitaire, ainsi que diverses apparitions scéniques pour des duos.
- Enfin, nous donnons la discographie live du chanteur.

## L'apprentissage «un enfant de la balle» 1943-1959
Jean-Philippe Smet (futur Johnny Hallyday), dès l'âge de deux ans est confié par sa mère, Huguette Clerc, à sa tante Hélène Mar (sœur de son père Léon Smet, de vingt ans son aînée). Ses deux filles Desta et Menen sont danseuses, chaperonnées par leur mère, elles parcourent l'Europe de théâtres en cabarets et l'enfant les accompagne... Jean-Philippe à six ans, lorsqu'en Angleterre, Desta rencontre son futur partenaire et époux, Lee Ketcham (pas encore Lee Halliday et moins encore Lee Hallyday), un danseur américain. Pendant douze ans, ils vont se produire (outre l'Angleterre et quelques étapes en France), en Scandinavie, Allemagne, Pays-Bas, Belgique, Portugal, Italie, Suisse, Espagne, Luxembourg, Suède, Finlande, Danemark, d'abord en trio, puis (à partir de 1952), en duo (Menen les ayant quitté), sous le nom Les Halliday's.
Premières scènes
Jean-Philippe à dix ans, lorsque pour la première fois, il chante sur une scène, à Deauville, participant à un radio-crochet, habillé en cow-boy et guitare classique autour du cou.
À treize ans, à Cologne, pendant qu'entres deux numéros ses cousins changent de tenues, Jean-Philippe joue à la guitare Jeux interdits et chante L'Abeille et le papillon (d'Henri Salvador), Les cavaliers du ciel (d'Armand Mestral) et Les Cadets de Gascogne. Il en est de même à Hanovre, puis en début de programme à Essen, où il joint à son tour de chant Le petit cheval (de Georges Brassens). Le 15 juin 1956 (jour de son 13e anniversaire), Jean-Philippe est à Copenhague sur la scène de l'Atlantic Palace. Mais cette fois ce n'est plus pour « meubler », il s'agit de son premier engagement, pour un mois, rémunéré, pour deux prestations par soirée, matinée le samedi et dimanche, se produisant après le passage des Halliday's (le tour de chant est identique à celui de Cologne, exception faite que La Ballade de Davy Crockett se substitue à Les Cadets de Gascogne).
Retour à Paris, Rock dans les cabarets, désillusions et nom de scène
En 1957, Lee et Desta, las de cette existence, s'installent définitivement à Paris. Lee met fin à sa carrière de danseur et devient courtier en assurances auprès des troupes américaines, tandis que Desta, sous le pseudonyme de Princesse Makeda fait du strip-tease dans des cabarets de Pigalle. Jean-Philippe perfectionne sa guitare, suit des cours de chant, de danse, de comédie, découvre les copains du Square de la Trinité, le rock and roll, le Golf Drouot et bientôt (au cours de l'année 1959), se choisit un nom de scène « Johnny Halliday » (ainsi le prénomme t-on à la maison et le nom en filiation avec Lee, son « père de cœur »). Johnny se crée un répertoire rock et cours le cachet dans les clubs et les cabarets où il espère être engagé, le plus souvent en vain. C'est là qu'il fait la connaissance de Philippe Duval, un lycéen de son âge et occasionnellement guitariste de rock. Il sera le premier accompagnateur de la future vedette. Avec lui, Johnny se produit partout (où on les accepte), entre autres à Montmartre à l'Astor, au Bidule, aux Pierrots, une brasserie Place Pigalle. Pendant l'entracte, ils se jouent dans des cinémas de quartier, mais dérangent ; dans un café-restaurant, il leur est reproché de gêner les clients pendant leurs repas et sont remerciés. Il en est de même au restaurant cabaret L'Orée du Bois, où ils sont renvoyés à l'issue du troisième jour.
Golf Drouot, Paris-Cocktail et contrat chez Vogue
En septembre, Johnny Halliday et son guitariste sont engagés au Petit Robinson par André Pousse (alors directeur artistique de cette boîte de nuit au sous-sol du Moulin Rouge). Johnny y chante les samedis soir et les dimanches après-midi, comme le public est plus jeune (25 ans en moyenne), l'accueil est moins hostile, mais malgré tout plus proche de l'indifférence que du succès. Qu'importe, ces répétitions devant public permettent de progresser... Dans la même période, Lee lui obtient de se produire dans des bases militaires américaines... Quant à Desta, via une connaissance, elle obtient de Pierre Mendelssohn, un passage pour Johnny dans son émission de radio Paris Cocktail. C'est ainsi que le 30 décembre 1959, sur la scène du cinéma Marcadet-Palace, Johnny Halliday, accompagné par Philippe Duval à la guitare, comme lui même, chante en direct et devant public, Tutti Frutti et Viens faire une party (qu'il a lui même adapté de Let's Have a Party d'Elvis Presley). Dans la salle, il est remarqué par Gilbert Guénet, le « Jil » du tandem de chansonniers Jil et Jan, qui enthousiasmé par la prestation du chanteur, le présente, en janvier 1960 à Jacques Wolfsohn directeur de la maison de disque Vogue. Un contrat est signé le 16 janvier.

## Spectacles et tournées 1960-2017

### Les débuts 1960-1961
La première prestation scénique connue de Johnny Hallyday, après que ce dernier soit officiellement en contrat avec la maison de disque Vogue le 16 janvier 1960, a lieu à Migennes, au Cabaret l'Escale (le 14 mars est paru son premier super 45 tours T'aimer follement) : le 6 avril 1960, il signe son premier contrat professionnel de « 500 nouveaux » francs dans la cité des cheminots de Laroche Migennes, où, en première partie de Jean Constantin, il donne trois représentations, les 16 et 17 avril à L'Escale (le lendemain, 18 avril, il chante pour la première fois à la télévision),.
Au printemps, Johnny Hallyday se produit en première partie de Sacha Distel. Durant l'été, à partir du 13 juillet 1960, il est engagé jusqu'au 1er septembre au Vieux-Colombier de Juan-les-Pins. Dans le même temps et en alternance, il chante dans plusieurs casino des plages (Sainte-Maxime, Menton, [...], Saint-Raphaël), accompagné par l'orchestre du Vieux Colombier ne disposant pas (encore) de son propre groupe. Fin juillet, il est contraint de s'interrompre, victime d'une angine rouge et est hospitalisé à Antibes, avec l'obligation de reposer sa voix pour une dizaine de jours. Les 3 et 4 septembre, de retour à Laroche Migennes, il se produit pour la seconde fois à L'Escale (son cachet est alors de 800 nouveaux francs),. (Johnny Hallyday à Laroche Migennes et au Vieux Colombier).
À partir du 20 septembre 1960, Johnny Hallyday est sur la scène de l'Alhambra de Paris, pour trois semaines. Le « prince du rock'n'roll », (ainsi est-il nommé sur le programme), passe en « vedette américaine » de l'humoriste Raymond Devos, chante cinq chansons, se roule par terre en jouant de la guitare et obtient tout à la fois triomphe et scandale. Si, au balcon, la jeunesse est enthousiasmée par sa prestation et le fait bruyamment savoir, en revanche, leurs aînés, au parterre, s'indignent et huent ce « fou chantant ». Le scandale est tel que la direction envisage de supprimer Johnny du programme. Raymond Devos s'y oppose et menace de partir si on le renvoie. Johnny Hallyday ira jusqu'au bout de son engagement. En cette période, la presse ne l'épargne pas.
Programmé dans un festival de jazz, Johnny Hallyday chante salle Wagram à Paris, le 30 décembre. Son apparition provoque une bagarre générale et il doit quitter la scène dès la seconde chanson. La salle est dévastée.
Le premier festival international de rock est organisé au Palais des sports de Paris, le 24 février 1961. Johnny Hallyday est programmé en vedette, il chante huit titres dans une ambiance survoltée. Les chaises sont dégagées par des spectateurs qui veulent bouger, des bagarres éclatent, 49 arrestations ont lieu... Sa prestation est explosive et lance véritablement le rock en France. (Johnny Hallyday et ses fans au festival de rock 'n' roll).
Durant l'été, plusieurs de ses galas tournent à l'émeute et Johnny est interdit dans plusieurs villes : Biarritz, Bayonne, Strasbourg, Cannes... Le 21 août 1961, il est le premier à se produire aux « Fêtes de la pleine lune » à Canaules-et-Argentières dans le Gard organisé par Pierre-Albert Clément durant quinze ans.

### Olympia 1961
Johnny Hallyday est le premier artiste de sa génération à se produire à l'Olympia. Il chante en vedette dans la célèbre salle de Bruno Coquatrix, du 20 septembre au 9 octobre pour trente représentations. Accompagné par son groupe les Golden Strings, comme le veut la tradition imposée par Coquatrix, il a donné la veille La couturière de son spectacle, au Cyrano de Versailles,. Son récital est encore essentiellement composés de titres Vogue - treize sur les seize chansons interprétées. Parmi les nouvelles chansons, on remarque Avec une seule poignée de terre, Il faut saisir sa chance écrite par Georges Garvarentz et Charles Aznavour, mais aussi la reprise de Chubby Checker Let's Twist Again, le twist étant lancé en France à l'occasion de ce tour de chant par Johnny Hallyday, ; le twist qu'il danse, rejoint sur la scène par un trio de jeunes filles les Halliday's dancers dirigé par Lee Hallyday. Dans la salle lors de la première, sont présents Michèle Morgan, Roland Petit, Zizi Jeanmaire, [...], Maurice Chevalier, Charles Trenet, Régine, le Maréchal Juin, Charles Aznavour, Édith Piaf [...], et en coulisse, suivant la représentation caché derrière le rideau Gilbert Bécaud, « Monsieur 100 000 volts » (dont les fans survoltés six ans plus tôt brisaient les fauteuils de l'Olympia), observant incognito (selon son souhait), la prestation du fougueux Hallyday. (Johnny Hallyday à l'Olympia)

### Olympia 1962
Un an plus tard, du 25 octobre au 12 novembre, Hallyday est à nouveau à l'affiche chez Coquatrix. Pour ce second passage, il lance une nouvelle danse importée des États-Unis, le mashed potato. Il chante Elle est terrible, Pas cette chanson, Serre la main d'un fou et La bagarre (adaptation de Trouble d'Elvis Presley), la chanson précède une bagarre dansée mettant en scène une rixe entre Johnny et trois « voyous », sur une chorégraphie de Conrad Pringle (no) inspirée de West Side Story, avec un trio de danseurs dont Lee Hallyday. À la fin d'un récital de 15 titres, Johnny chante I Got a Woman et, à genoux devant sa guitare, qu'il recouvre de sa veste, il mime la scène finale du film de Nicholas Ray, La Fureur de vivre, où James Dean couvre de son blouson le corps d'un ami mourant. Cet Olympia est un grand succès public et les critiques commencent à vanter ses incontestables qualités scéniques. Le show est filmé pour la télévision par François Chatel. L'événement fait l'objet d'une captation sur vinyle Johnny à l'Olympia.
Le 13 décembre, Johnny Hallyday est de retour à l'Olympia à l'occasion d'un arbre de noël, où il chante devant trois mille enfants, lors du 7e anniversaire du disque du monde entier (voir Live in Paris 31 oct. / 13 déc. 1962).

### Nuit de la Nation et tournée d'été (1963)
Le 22 juin 1963, pour le premier anniversaire du magazine Salut les copains lancé par Frank Ténot et Daniel Filipacchi, Europe N°1 organise un concert gratuit, Place de la Nation à Paris. Sylvie Vartan, Richard Anthony, et les Chats sauvages sont au programme. Johnny Hallyday passe en clôture. Le retentissement est considérable et si le concert se déroule sans ambages, en périphérie des heurts ont lieu entre bandes rivales. Le lendemain et les jours suivants, dans la presse le concert passe au second plan, on ne retient de l'événement que les dégradations et les interpellations de blousons noirs par la police,. Le quotidien Le Monde, le 6 juillet, publie un long article du sociologue Edgar Morin ; se faisant, l'auteur invente et sacralise l'expression « yéyé »,, qui s'impose de facto pour qualifier cette génération et ses idoles, en raisons des nombreuses onomatopées qui parsèment leurs chansons.
En tournée d'été, Johnny Hallyday chante à Trouville le 14 juillet. Suivant le conseil de son impresario, en ce jour de fête nationale, il chante La Marseillaise. Une interprétation qui fait scandale chez les anciens combattants qui l'accusent de l'avoir chantée en rock. Ce n'était pas encore Gainsbourg et sa version reggae, mais l'incident fut diffusé au journal télévisé.

### Olympia 1964
Johnny Hallyday, du 6 février au 15 mars 1964, se produit pour la troisième fois à l'Olympia de Paris, où il donne cinquante-sept représentations . Pour ce récital (où, Hugues Aufray, notamment, chante en première partie), une attention particulière est donnée au visuel, aussi, le groupe Joey and the Showmen et les choristes sont installés sur des cubes lumineux de hauteurs différentes. L'orchestre de l'Olympia est pour l'occasion placé sous la direction de Jacques Denjean, sous la houlette duquel la formation des cuivres et les arrangements donnent à ce récital un son encore inédit en France. Johnny chante 17 titres, dont les succès du moment que sont Pour moi la vie va commencer, Ma guitare, Je t'écris souvent, Da dou ron ron, ou encore Excuse-moi partenaire. Le tour de chant s'achève par un triptyque rock'n'roll composé de I Got a Woman, Shout et Tutti Frutti. (Olympia 64). Johnny Hallyday joue encore une dizaine de galas en province, avant de gagner, le 8 mai, le 43e régiment d'infanterie de marine à Offenbourg en Allemagne, ou il est incorporé pour quinze mois de service militaire.

### 1965 Tournée Johnny reviens et4eOlympia
Libérable courant août 1965, Johnny Hallyday obtient des autorités militaires l'autorisation de chanter durant la dernière quinzaine ; c'est ainsi qu'il débute à Colmar,, le 5 août la tournée Johnny reviens. Le 28 août 1965 le chanteur achève officiellement son service militaire, et (ce jour-là), il donne en matinée à Strasbourg, un gala d'« adieu aux copains de l'armée » et chante le soir même au casino de Juan-les-Pins. Désormais accompagné sur scène par le Richard Middleton Group, (qui succède à Joey and the Showmen), le chanteur se produit jusqu'au 6 septembre à travers la France, mais aussi en Belgique et en Suisse, où à Genève, le 18, sa venue provoque une émeute telle qu'il est interdit de s'y produire durant plusieurs années pour trouble à l'ordre public,.

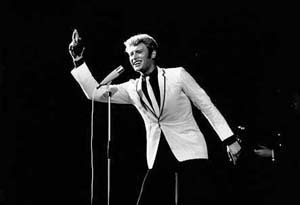
Johnny Hallyday en concert en 1965.

Du 25 novembre au 26 décembre, Johnny Hallyday se produit, pour la quatrième fois à l'Olympia, pour 48 représentations. Musicalement le chanteur évolue vers le rhythm and blues, ce qui déroute quelque peu son public, d'autant que son répertoire, construit essentiellement à partir des deux derniers albums Hallelujah et Johnny chante Hallyday (respectivement sorti le 9 juillet et le 17 novembre 1965), est entièrement renouvelé. « L'idole des jeunes » apparaît plus mature, les nouvelles chansons parlent mariage (Mon anneau d'or), du racisme, de la tolérance, de la mort du président Kennedy (Ne crois pas ça), d'un compagnon de cellule qui a purgé sa peine (Toi qui t'en va) et le public ne reconnaît pas vraiment le « copain teenager » , éloigné désormais des surprises-parties ; d'autant que Johnny expédie les anciennes chansons en un medley « balancé » en début de récital pour n'y plus revenir, (et cela pour de longues années), seul Le Pénitencier échappe à ce « grand balayage ».
Le retour de Johnny ne convainc pas vraiment et sa popularité marque le pas. Ses ventes de disques chutes fortement et il se produit parfois dans des salles qui n'affichent pas toujours complet, tandis que, début 1966, sur les ondes le chanteur Antoine au détour d'un couplet de sa chanson Les Élucubrations propose de l'enfermer dans « une cage à Médrano »... La réplique d'Hallyday ne tarde pas et sa reconquête du succès s'amorce avec la chanson Cheveux longs et idées courtes qui fait jeu égal avec le succès d'Antoine. (Live à l'Olympia : 1965 / 1966)

### 1966 Musicorama à l'Olympia
Cette reconquête du public se poursuit à l'Olympia, où Johnny Hallyday chante le 18 octobre, à l'occasion d'un Musicorama exceptionnel d'Europe N°1. Jimi Hendrix, (découvert à Londres par Johnny quelques semaines plus tôt), joue en première partie. Hallyday est accompagné par de nouveaux musiciens les Blackburds : le guitariste Mick Jones, (futur fondateur du groupe Foreigner), et le batteur Tommy Brown assument la direction du groupe. Nouveau récital, nouvelles sonorités pop et/ou rhythm and blues, jeu de scène renouvelé ou à force de débauches d'énergie et de puissance vocale, il s'impose et convainc. C'est ce soir-là, que Johnny Hallyday clame pour la première fois son désormais célèbre : « Y a-t-il quelqu'un qui veuille m'aimer », longue supplique rythmée servant de transition entre les titres Jusqu'à minuit et Noir c'est noir. Cet Olympia fut d'une importance capitale pour Johnny Hallyday, il fut sa renaissance artistique et scénique et marque son retour au premier plan. Bruno Coquatrix, directeur de l'Olympia ne s'y est d'ailleurs pas trompé. Quelques instants après la représentation, dans sa loge, il déclara à Johnny : « Tu te rends compte de ce qui est arrivé ce soir ?, (…), tu as été plus fort que jamais, (…), le rock ne peut pas mourir tant qu'il y aura des gens comme toi ! » (Live à l'Olympia : 1965 / 1966)

### 1967 l'Olympia avec Sylvie Vartan
Le couple Vartan-Hallyday partagent la scène de l'Olympia du 15 mars au 16 avril. (Initialement prévu jusqu'au 4 avril, le succès est tel que le show est prolongé de deux semaines). Sylvie Vartan donne le coup d'envoi, tandis que Johnny Hallyday assure la seconde partie. Il commence son tour de chant avec la chanson Les coups, qu'il entame depuis les coulisses en avançant vers la scène. Côté son, l'accent est mis sur les cuivres, dans un style très orienté vers la musique soul. Il chante La génération perdue, Si j'étais un charpentier, Cheveux longs et idées courtes [...], reprend l'enchaînement de 1966 Jusqu'à minuit-Confessions, servant de liaison à Je suis seul, avant de conclure sur Noir c'est noir. Pour le final le couple interprète en duo Je crois qu'il me rend fou.
Après ce sixième Olympia, Johnny Hallyday  ne se produira plus dans la célèbre salle de Bruno Coquatrix et (exception faite des quelques représentations données en 1973, à la demande de Coquatrix), il faudra attendre trente-trois ans pour qu'il y revienne. (L'album live Olympia 67 sort le 29 mars 1967).

### 1967 Musicorama au Palais des Sports
Europe N°1 consacre à Johnny Hallyday un Musicorama exceptionnel le 14 novembre 1967 au Palais des sports de Paris, devant 7 000 spectateurs. Initialement ce Musicorama devait, (une fois de plus), se faire à l'Olympia, mais il fallut convenir que la célèbre salle était devenue exigüe pour le chanteur. L'idée du Palais des Sports est venue à Johnny Hallyday après avoir assisté à un combat de boxe qui le laissa enthousiasmé par l'ambiance.
Pour cette unique représentation, 150 bombes de confettis, 5 canons lançant 10 000 fleurs, 1 tonne de pop-corn, 3,5 tonnes de ferrailles et carcasses de voitures, 100 bombes d'encens, 3 écrans géants, 450 projecteurs et 800 phares de voitures, furent utilisés. Sur les écrans installés derrière une puissante sonorisation, défilent des images de Dracula, de Frankenstein… Le tour de chant, très hétérogène s'étend de Les coups à Fleurs d'amours et d'amitiés, en passant par Aussi dur que du bois et San Francsico, avant de s'achever par Psychedelic et Lucille (en version originale). C'est celui de tous les contrastes, oscillant entre le peace and love et le rock des plus violents, (c'est l'époque des guitares brisées sur la scène). Sur Hey Joe, Johnny modifie quelque peu les paroles : « le Viêt Nam la bombe… », du texte original guerre des Six Jours oblige, devient : "Israël la bombe…". Après une reprise de Lucille déchaîné que Johnny prolonge à l'extrême, Hallyday quitte la scène, s'engouffre dans une voiture et s'effondre à la limite de la syncope.
La prestation de Johnny Hallyday sera largement commentée par la presse française et internationale.
Deux jours plus tard, le vinyle est chez les disquaires. Pour ce 4e live, Johnny au Palais des sports, Lee Halliday coordinateur artistique de son cousin, a enregistré le tour de chant en se plaçant au milieu de la salle, ce qui a pour effet de restituer parfaitement sur le disque l'ambiance qui y règne. On peut lire sur le verso de la pochette : « Jamais encore un disque possédant un tel punch n'avait été réalisé… ». Ce live reste l'un des plus importants de l'artiste.
Pour un mois, du 17 novembre au 17 décembre, Johnny part en tournée à travers la France.

### Tour 1968
Le 10 février, à l'occasion des Jeux olympiques d'hiver de 1968, Johnny Hallyday donne un tour de chant à Grenoble.
Durant l'automne, de retour en France après une tournée en Afrique du Sud, où victime d'une chute sur scène à Johannesbourg, c'est un pied dans le plâtre, que le chanteur tourne en province. Après chaque représentation, le plâtre, qui ne résiste pas à la fougue de Johnny, doit être remplacé. Négligeant l'avis des médecins, il refuse de s'arrêter et un soir de décembre à Lyon, au Palais d'Hiver, il s'écroule d'épuisement. Le chanteur est contraint à un repos de plusieurs semaines,. Immobilisé, Johnny en profite pour travailler avec Mick Jones et Tommy Brown sur de nouvelles orientations musicales. La formation du groupe change : exit les "Blackburds", le groupe se nomme à présent les "New Blackburds".

### 19691er«grand show» au Palais des Sports
Depuis le 15 février Johnny Hallyday a repris la scène. Après le Canada, il se produit en France jusqu'au mois d'avril, donnant une vingtaine de représentions faisant offices de répétitions générales avant sa rentrée parisienne au palais des sports où il se produit du 26 avril au 4 mai.

Johnny Hallyday ne propose pas seulement un tour de chant mais un véritable spectacle avec mise en scène et effets spéciaux, qualifié par le magazine Rock & Folk de « show de l'an 2000 ».

Côté décor, une scène centrale relie cinq autres plateaux. Deux ballons de huit mètres de diamètres installés de chaque côté, servent d'écran pour la projection de courtes séquences affichant au programme, des images de fauves, du ghetto de Varsovie, de volcans en irruptions, (…), le tout ponctué de commentaires et de bruitages insolites. Pour le son, la sono dispose de 200 000 watts à travers trente colonnes d'emplis incorporés.
Sur la scène apparaissent des cracheurs de feu, des cascadeurs, des jongleurs, des danseuses et même un fakir. Sur un des plateaux, un orchestre de dix-sept musiciens est dirigé par Jean-Claude Vannier. Le groupe aux côtés d'Hallyday comprend six autres musiciens, dont Mick Jones et pour la première fois Jean-Pierre Azoulay aux guitares. Le tour de chant est interrompu par une séquence de boxe anglaise, qui oppose Johnny et Lester Wilson (en). À cette occasion, Hallyday chante Caché derrière mes poings. Un peu plus tôt, le tour de chant a débuté par À tout casser, il comprend : Cours plus vite Charlie, Jeune homme, Entre mes mains, des nouveaux titres, Rivière... ouvre ton lit, Je te veux, Voyage au pays des vivants...

Je suis né dans la rue, (ponctué par un medley rock' n' roll), clos le spectacle,. Quatorze chansons au total, dont pour la première fois Que je t'aime qu'il crée pour l'occasion.

100 000 spectateurs assistent à ce qui fut véritablement son premier « grand spectacle ». Parmi eux des personnalités telles que Françoise Hardy, Jean-Jacques Debout, Jean-Claude Killy, Yves Montand, Eddy Mitchell, Claude François, Sylvie Vartan et Mick Jagger.

En novembre, sort l'enregistrement live du spectacle nommé Que je t'aime. Des problèmes d'enregistrements n'ont pas permis de capter correctement le son et le disque propose un récital très incomplet avec neuf des quinze chansons interprétés sur la scène du palais des sports et surtout il ne restitue pas correctement l'orchestration, les clarinettes et autres instruments à vent de Vannier sont plus présentent que les guitares électriques. La chanson Que je t'aime y est donnée en faux live.

### Tour 1970
Le chanteur à l'occasion de ses dix ans de carrière, chante, le 21 mars 1970, au Golf-Drouot. Sa tournée d'été est mouvementée et cause de multiples incidents. Que je t'aime provoque d'authentiques émeutes et de nombreux malaises chez ses admiratrices et après son tour de chant, Hallyday est le plus souvent évacué par la police.
En novembre et décembre, l'affiche de la tournée, aux Antilles et au Canada jugée provocante, fait scandale. On y voit un Johnny moustachu et le torse nu crucifié sur une guitare. À Pointe-à-Pitre en Guadeloupe, le show se transforme en émeutes. Les étapes canadiennes sont elles aussi émaillées de plusieurs incidents.

### Palais des Sports 1971
Du 21 septembre au 14 octobre, Johnny Hallyday retrouve la scène du palais des sports de Paris. Il a été un temps question de monter un spectacle sur le thème de la pollution ; le projet est finalement abandonné et le nouveau spectacle d'Hallyday, à l'inverse du précédent, délaisse les effets visuels et met l'accent sur le son que l'on veut puissant. La sono est volontairement fracassante, les cinquante haut-parleurs poussés dans le rouge font l'unanimité contre eux dans une presse sévère qui clame à l'unisson que le son est trop fort. 540 projecteurs sont requis, dont 240 en couronne lumineuse permettant 4 000 combinaisons d'éclairage. La formation qui accompagne le chanteur sur scène a changé, fini les "New Blackburds" ; on remarque dans les chœurs la présence de Nanette Workman et Madeline Bell (en), mais aussi l'absence du guitariste Mick Jones, qui joue (et compose), pour Johnny Hallyday depuis 1965. Jerry Donahue guitariste américain lui succède. Le batteur Tommy Brown assume désormais seul la direction de l'orchestre, dont une place importante est faite aux cuivres.
Pour ce spectacle, Johnny Hallyday  est, chaque soir, accompagné gracieusement aux claviers (piano, orgue, clavecin), par Michel Polnareff,, ce dernier (qui tourne le dos au chanteur sur scène), a fait visser sur son piano deux rétroviseurs afin de pouvoir suivre le jeu de scène d'Hallyday,.
Après un lâcher de colombes qui accompagne l'entrée en scène de l'artiste, exécutant un signe de la paix, le tour de chant commence, par où il s'est achevé en 1969, avec Je suis né dans la rue suivi de Fils de personne. Le récital compte dix-sept chansons, pour l'essentiel puisées dans les deux derniers albums, La fille aux cheveux clairs et Que je t'aime sont les deux uniques titres « lents » d'un répertoire qui s'achève sur un Medley rock'n'roll, durant lequel Johnny s'effondre sur scène et où on l'aide à regagner les coulisses, tandis qu'une annonce sollicite « un docteur dans la salle, SVP », qui le fait se redresser, écarter ceux qui le soutiennent et se ruer sur le micro... Ce n'était là qu'une « ruse cabotine » empruntée aux bonimenteurs des shows de rhythm and blues.
Jamais encore, le chanteur ne s'est produit à Paris sur une période aussi longue. Le spectacle est donné à guichets fermés, 160 000 spectateurs voient son show, parmi eux : Jean-Paul Belmondo, Ursula Andress, Claude Lelouch, Catherine Allégret, Jean Marais, Jeanne Moreau, le réalisateur américain Terence Young ainsi que l'acteur Kirk Douglas. Le soir de la dernière, Johnny Hallyday prolonge la séquence rock'n'roll tard dans la nuit, enchaînant les morceaux, il reste en scène plus de trois heures et demie. (Un double album live - le premier de Johnny - intitulé Live at the Palais des sports sort le 3 novembre).

### 1972 Le «Johnny Circus»
Pour sa tournée d'été, le chanteur s'essaye à un nouveau spectacle le « Johnny Circus ». Le concept, totalement inédit dans l'« Hexagone », allie numéros de cirque et tour de chant. Précédemment, en 1968 en Angleterre, une émission de télévision nommée Rock'n'roll Circus (diffusée le 11 décembre) et animée par les Rolling Stones, fusionne numéros de cirque et musique rock. À cette différence près que le « cirque stonien » n'est qu'un décor en studio, quand celui d'Hallyday s'anime. Concrètement, c'est un convoi de soixante-dix véhicules qui sillonne la France en 85 étapes, jusqu'au 5 septembre. Chaque soir, le chanteur se produit sous un chapiteau emprunté au cirque Bouglione, pouvant recevoir 4 000 personnes. Sponsorisée par RTL et Canada Dry, la tournée débute à Chantilly le 16 juin. Nanette Workman, Tommy Brown, François Wertheimer et son groupe Dinosaure, le groupe Ange assurent la première partie, tandis que Sam Bernett en Monsieur Loyal, présente chaque soir le programme et annonce l'entrée en scène d'Hallyday.

À propos du « Johnny Circus », Johnny Hallyday déclare : « Pour cette tournée j'ai loué un immense chapiteau où se déroule un spectacle total avec des danseurs, des numéros de cirque, des orchestres , etc. Je veux faire un show tout à fait nouveau en France... ».
Le tour de chant se déroule sous d'énormes éclats de lumière, sono poussée à fond, Johnny présente plusieurs titres de son nouvel album Country, Folk, Rock, pour un récital qui compte une quinzaine de titres au total, dont : Fils de personne, Boire à la source, Susie Q, Dead Or Alive, Tomber c'est facile, Toi, tu voles l'amour, Je suis né dans la rue...

Malgré l'originalité et l'ambition du projet, le « Johnny Circus » est un relatif échec et un gouffre financier pour Johnny Hallyday. Lucide il reconnaît : « Soixante camions sur les routes, 114 personnes à payer chaque soir, trop de frais, trop de personnel, pour toutes ces raisons, l'affaire n'a laissé aucun bénéfice. Mais je ne regrette rien pour autant... ».

Les pertes sont telles que le chanteur ne peut monter de nouveaux spectacles parisiens durant plusieurs années.

### 1972-1973 Deux Olympia «pour la bonne cause»
Après s'être produit le 11 mars 1972 au Golf-Drouot, Johnny Hallyday le 13 à l'occasion d'un gala au profit de la LICA, chante à l'Olympia, en présence d'Alain Poher Président du Sénat. Le programme réunit de nombreux artistes : David Alexandre Winter, Rika Zaraï, Enrico Macias…
Johnny Hallyday revient à l'Olympia du 19 au 23 juin 1973. En proie à des difficultés financières et menacée de fermeture, Bruno Coquatrix sollicite l'artiste, qui lui propose de se produire gracieusement, ne lui demandant de ne payer que les musiciens. Plusieurs titres du dernier opus Insolitudes sont au répertoire et pour la première fois depuis bien longtemps, le chanteur reprend une chanson de ses « années teenager », Tes tendres années, fort de ce retour, le titre reste inscrit à ces récitals durant plusieurs années.

### 1973 30 ans au Golf et tournée avec Sylvie Vartan

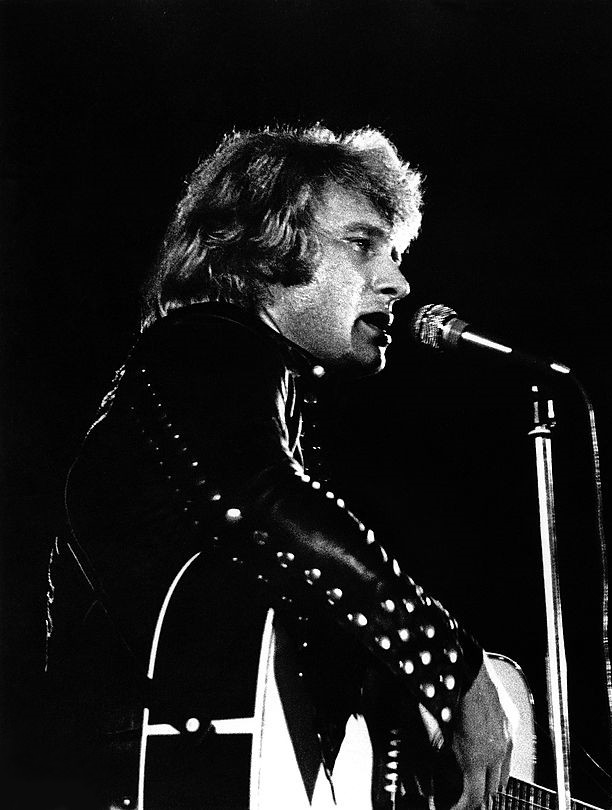
Johnny Hallyday en 1973.

La tournée conjointe entres Sylvie Vartan et Johnny Hallyday débute à Mérignac le 31 mai, elle se poursuit le 3 juin à Valentigney, avant de marquer un pause afin de permettre au chanteur de remplir ses engagements à l'Olympia de Paris du 19 au 23 juin (voir section ci-dessus) et, précédemment, de fêter ses 30 ans, le 16 juin (lendemain de son anniversaire), avec son fan club par un concert exceptionnel au Golf-Drouot,.
Dès le lendemain, en Belgique, à Soumagne, le couple Vartan-Hallyday retrouve « scène commune ». La représentation du 7 juillet à Marseille est retransmise en direct à la radio sur RTL. Durant cette tournée estivale, Sylvie Vartan et Johnny Hallyday donnent un total de 36 concerts, se produisant en France, mais aussi en Suisse, en Italie, en Espagne et en Grèce,. Chaque soir ils achèvent le tour de chant par leur tube qui triomphe actuellement sur les ondes J'ai un problème, suivi de Te tuer d'amour et la reprise de Fever qui pour l'occasion devient Vivre après son adaptation en français (ce titre est resté inédit au disque jusqu'en 1995 et la parution d'une intégrale CD de la chanteuse).

### 1974 Pénitencier de Bochuz, galas avec Sardou et Tour «Rock'n'Slow»
Le 28 juin, Johnny Hallyday concrétise un projet qui lui tient à cœur depuis longtemps, chanter pour des prisonniers. Maintes fois il a voulu le faire en France, sans jamais parvenir à obtenir les autorisations nécessaires. C'est en Suisse au pénitencier de Bochuz, qu'il donne corps à ce projet. Le récital qui débute par Je suis né dans la rue comprend seize titres, dont deux duos avec Michel Mallory, (J'ai pleuré sur ma guitare et La prison des orphelins). Johnny chante : Fils de personne, Que je t'aime, J'ai besoin d'un ami, Le Pénitencier, Noël interdit. Le show s'achève par une longue séquence Rock'N'Roll, Blue Suede Shoes, Whole Lotta Shakin' Goin' On, Tutti Frutti, Johnny B. Goode. Ce tour de chant est réalisé dans le cadre d'une émission de la télévision Suisse Romande, présenté par Christian Defaye, auquel participe aux côtés de Johnny, Raymond Devos. L'émission Pour vous Messieurs X : Johnny Hallyday et Raymond Devos à Bochuz est diffusée le 23 juillet. Au cours de l'entretien avec et devant deux cents détenus, Johnny Hallyday déclare : « (…) J'ai été sauvé par mon métier, peut-être que je serai ici aujourd'hui, si je n'avais pas eu cette chance ». Lorsque le chanteur et son équipe quittent le pénitencier, en guise "d'adieu" les prisonniers frappent aux barreaux avec leurs gobelets.
Le1er juillet, il entame une tournée en France et en Espagne. Au cours de l'été, par deux fois sa route croise celle de Michel Sardou ; ensembles ils se produisent, le 3 août aux Arènes de Béziers et le 28 à la patinoire de Genève. Les deux amis, ont joué aux dés l'ordre de passage et... Sardou joue en première partie et Johnny assure la seconde. Il est rejoint par Sardou pour le final, où ils chantent en duos La Musique que j'aime et Johnny B. Goode.
À partir du 20 novembre (et jusqu'au 20 décembre), Hallyday est en tournée de promotion à travers la France et la Belgique, où il défend sur scène son nouvel album Rock 'n' Slow. Johnny entame son récital, qui pour la première fois se joue en deux parties distinctes que sépare un entracte par Souvenirs, Souvenirs et inscrit au programme plusieurs chansons des années soixante, Da dou ron ron, Elle est terrible, I Got a Woman [...], ainsi que le triptyque rhythm and blues Jusqu'à minuit-Je suis seul-Noir c'est noir, créant une véritable surprise qui séduit le public. Il s'agit de la dernière tournée du batteur Tommy Brown avec Johnny Hallyday (remplacé dès le printemps 1975 par Alain Weiss, qui succède également à Brown à la direction de l'orchestre). Tommy Brown, meurt en 1978, victime d'une tumeur au cerveau.
Johnny Hallyday, pour les tournées à venir, conserve de nombreux titres de ses débuts au programme. Un concept qui en 1976 trouve son point d'orgue avec le spectacle Johnny Hallyday story, où l'artiste consacre aux chansons des années soixante l'intégralité de la première partie du show.

### Tour 1975
Le 28 mars, Johnny Hallyday se produit au Parc des expositions de Rouen. Cette représentation marque la première collaboration avec le chanteur de Jean-Claude Camus et Gilbert Coullier (l'évènement, qui attire quelque cinq mille personnes, est un succès et à sa suite, les deux producteurs s'associent pour créer la société de production Spectacles Camus-Coullier qui durant quinze ans produit (notamment), les spectacles de Johnny Hallyday. Camus et Coullier décident en 1990 de se séparer et Camus continue seul sa collaboration avec Hallyday. Elle s'achève à l'issue du Tour 66 de 2009. Le spectacle suivant, débuté en 2012, marque le retour de Gilbert Coullier dans la « sphère Hallydéenne » le temps d'une tournée...).
Cette même année, Érick Bamy, ex chanteur du groupe Les Frogeaters,, repéré par Lee Hallyday, intègre en tant que choriste l'orchestre de Johnny.
La tournée d'été est émaillée d'incidents : le 10 juillet, Johnny chante sous chapiteau à Thonon-les-Bains. Durant le récital, les CRS interviennent d'une façon musclée pour évacuer un groupe de jeunes installés entre les barrières de protection et la scène. Au cours de l'échange, le chauffeur d'Hallyday est blessé. Johnny interrompt son récital et déclare : « Le spectacle est terminé, (...), si vous devez vous en prendre à quelqu'un, prenez-vous en aux policiers (...) » et il quitte la scène. Une plainte sera déposée contre Johnny Hallyday et son équipe, pour coups et blessures volontaires, incitation à la violence et voie de fait contre des policiers en exercice. Conséquence immédiate, le concert qu'il devait donner le 20 juillet, place de la Concorde à Paris, pour l'arrivée du tour de France cycliste, est annulé.
Sylvie Vartan et Johnny Hallyday, le 27 juillet, réunissent à Narbonne-Plage, 40 000 spectateurs, au cours d'un concert gratuit organisé par RMC. Le couple est à nouveau sur scène à Québec le 28 août à la Foire Expo devant 10 000 personnes et à Montréal, Place des Nations, le 31 août (diffusé en différé à la télévision canadienne).
En septembre, le chanteur se produit à Charmes et donne trois concerts en novembre en Belgique,, avant d'entamer son retrait des planches pour une année sabbatique (toutefois, il ne déserte pas les studios, où dès septembre, il commence les sessions d'enregistrements des albums à paraitre en 1976, Derrière l'amour et Hamlet).

### «Johnny Hallyday Story» au Palais des Sports 1976
Nota : sources pour l'ensemble de cette section (sauf indications complémentaires),,.
Après cinq ans d'absence, Johnny Hallyday est de retour sur une scène parisienne, pour trente-cinq représentations, données à guichets fermés, au Palais des sports de Paris du 28 septembre au 31 octobre 1976. Nommé Johnny Hallyday story, le spectacle se déroule en deux parties et est son premier one-man-show. Deux cent mille personnes au total sont présentes et l'artiste établit un nouveau record du plus grand nombre de spectateurs pour un spectacle musical.
Durant la première partie, Johnny Hallyday fait revivre quelques-uns de ses grands succès des années 1960. Da dou ron ron ouvre un tour de chant qui s'achève sur La Bagarre, avec sur la scène, motos, voyous, règlement de comptes à la carabine et... sirènes de police. Pour la dernière représentation, l'ami Michel Sardou endosse un blouson noir et le rôle du loubard pour se joindre aux motards belliqueux.
Après l'entracte, place aux années 1970. Cette seconde partie consacre six titres du dernier album Derrière l'amour et trois issue de l'album de 1975 Rock à Memphis. Soutenu par une solide formation de cuivres, dont aux saxophones (notamment), le jazzman Jean-Louis Chautemps et deux anciens membres du groupe Les Chaussettes noires, Michel Gaucher et Mick Picard (ce dernier au saxophone baryton), Rock'n'roll man ouvre ce second acte, où curieusement est présent Que je t'aime (pourtant crée en 1969). Le spectacle s'achève avec La Musique que j'aime, où s'illustre le guitariste Jean-Pierre Azoulay dit « Rolling » dans une longue introduction à la guitare électrique.
Pour la première fois Johnny Hallyday utilise des lasers comme effets scéniques (il y consacrera le thème de son prochain spectacle). Il s'agit de la première collaboration de Johnny avec Jacques Rouveyrollis aux éclairages.
Réalisé par Bernard Lion, qui assure également la mise en scène du show, le spectacle est filmé pour la télévision, et diffusé, (en deux soirées), sur TF1. (Le double album live Johnny Hallyday Story - Palais des sports sort le 20 octobre).
Jusqu'à la fin de l'année et durant une grande partie de 1977, Johnny tourne avec le Hallyday story.

### 1977 un concert pour Elvis etTour 1978
Le 16 août 1977, Elvis Presley meurt ! Johnny Hallyday déclare : « C'est toute ma jeunesse qui meurt aujourd'hui. Je n'ai aucune honte, encore maintenant, à avouer m'être inspiré de lui. Le génie spontané n'existe pas ». Le lendemain, Johnny sur scène à Agde lui rend hommage. Modifiant son tour de chant, durant plus d'une heure et demie, il interprète les plus grands titres d'Elvis Presley.
C'est dans ce contexte, que Johnny Hallyday remplace son orchestre professionnel par d'anciens musiciens de bal,.
1978, en tournée d'hiver pour trois mois à travers la France et la Belgique, il entame son tour de chant par une rareté inédite sur scène, Si tu me quittes, chanson méconnue de l'album Johnny, reviens ! Les Rocks les plus terribles. Les chansons Tant pis… c'est la vie et J'ai oublié de vivre du nouvel album C'est la vie sont au programme.
Le 27 juin, marque le « coup d'envoi » de la tournée d'été, qui s'achève aux arènes de Béziers, le 13 août, par un concert commun avec Sylvie Vartan. Ensemble, ils chantent (à la fin du tour de chant de Johnny), Te tuer d'amour et It's So Easy ! (en) (un classique de Buddy Holly enregistré en 1958 et remis à l'ordre du jour en 1974, par la chanteuse Américaine Linda Ronstadt). Le concert est retransmis en direct sur Europe N°1, avec Carlos en coprésentateur, (il a également chanté en première partie). Plusieurs titres de l'album Solitudes à deux (sorti en juin), sont du tour de chant.

### Tour 1979 et gala sur le Foch
Le 6 février 1979, Johnny entame à Roubaix une tournée qui compte 39 étapes. Elle s'achève à Bruxelles le 24 mars. Par solidarité avec des sidérurgistes en grève, le 7 mars, Johnny Hallyday visite, la nuit les aciéries de Longwy et leur offre son cachet. Le lendemain, alors qu'il quitte la ville, au bord de la route, sous la pluie, les grévistes sont présents sur plusieurs centaines de mètres, la lampe de leurs casques allumée en guise de salut et de remerciement.
À l'occasion des festivités de bi centenaire de la marine, il chante, le 29 septembre, sur le porte-avions Foch. Devant un parterre de marins et diffusé en direct sur TF1, Johnny Hallyday interprète une douzaine de titres, parmi lesquels : Gabrielle (en ouverture), Cet homme que voilà, Blue Suede Shoes et pour la toute première fois l'inédit Toujours là. Sur Salut Charlie, Johnny Hallyday est accompagné par la Musique de la Flotte, (orchestre qui réunit 120 premiers prix du conservatoire). Johnny termine son tour de chant, par une longue et désespérée version de Qu'est-ce que tu croyais, (une interprétation très différente de la version studio). Le show s'achève par un Hallyday porté en triomphe par les marins.

### L'Ange aux yeux de laser au Pavillon de Paris 1979
Du 18 octobre au 26 novembre. Johnny Hallyday se produit au Pavillon de Paris où il présente son nouveau spectacle L'Ange aux yeux de lasers, conçu sur un thème de science-fiction. Le chanteur confie avoir choisi un thème futuriste pour faire plaisir à son fils, alors âgé de 13 ans, féru de ce genre de films. Le spectacle a nécessité six mois de préparation, cela commence par la recherche d'une salle permettant de planter le décor. Très vite le Palais des sports de Paris (où Hallyday a produit ces trois derniers spectacles parisiens en 1969, 1971 et 1976), est écarté pour cause d'incompatibilité architecturale. On pense au Parc des Princes, mais les autorités compétentes ayant refusé les autorisations, il faut renoncer. C'est finalement le Pavillon de Paris porte de Pantin qui est retenu et totalement rénové pour l'occasion. Johnny Hallyday est accompagné sur scène par un orchestre de vingt-six musiciens, dont une solide formation de cuivres. Il apparaît sur scène portant des lunettes lançant des rayons de laser en direction du public. Johnny chante L'Ange aux yeux de laser, créature venue d'ailleurs à l'apparence humaine, il enchaîne avec Fils de personne. Seul Comme le soleil, il va s'humaniser et découvrir l'amour Le feu, Moi, je t'aime... Mais l'amour est fragile et se brise « Entre mes mains ». Provoquant, il interroge « Quoi ma gueule, qu'est-ce qu'elle a ma gueule ? », car « La terre promise n'est jamais là où l'on croit la trouver ». Emprisonné, Le Pénitencier ferme sur lui ses portes, il chante alors La fin du voyage. Condamné à mort par un tribunal intergalactique pour s'être "humanisé", il supplie en vain Sauvez-moi avant de finir foudroyé sous des lasers. Le temps d'un entracte et Johnny revient dans un rôle qu'il connaît bien, celui de rockeur. Descendant des cintres, dans une sorte d'araignée métallique, alors qu'un laser dessine sa silhouette et écrit son nom au-dessus de l'orchestre. Johnny entame cette seconde partie par Lucille. Il chante La première pierre, Rock'n'roll man... Interprètes quelques classiques, Derrière l'amour, Requiem pour un fou, Gabrielle... Des nouveautés telles que Toujours là, C'est mieux ainsi ou Qu'est-ce que tu croyais sont du tour de chant. Moments d'émotions avec Salut Charlie ou encore Cet homme que voilà, avant de terminer le récital par une longue séquence consacrée au rock 'n' roll : Rien que huit jours, Frankie et Johnny, O Carole. Durant cette séquence, le chanteur est accompagné au piano par Gilbert Montagné. Le spectacle s'achève avec Le Bon Temps du rock and roll, (Montagné est toujours au piano), dans une version plus longue et plus rythmée que la version studio,. Peter Frampton au cours d'une représentation fait « un bœuf » avec Hallyday. Pour la dernière, le 25 novembre, Johnny chante avec Eddy Mitchell Blue Suede Shoes, Tutti frutti, Be-Bop-A-Lula, juste avant de mettre un point final au spectacle en duo avec Sylvie Vartan sur Le bon temps du rock'n'roll. Ce soir-là, une surprise est réservée au chanteur : son fils David (alors âgé de 13 ans), l'accompagne à la batterie sur Rien que huit jours. Le public assiste là, à sa première apparition sur scène. Durant six semaines à guichets fermés, le show "L'ange aux yeux de laser" attire 250 000 spectateurs. Sitôt achevé, Johnny Hallyday fait part de son intention de monter un autre spectacle, toujours sur une trame de science-fiction, annonçant ainsi avec trois ans d'avance ce qui, en 1982, deviendra, sur la scène du Palais des sports de Paris, le spectacle "Fantasmhallyday", (couramment nommé, par déformation "Le survivant") sur un thème d'apocalypse. (Le double album live Pavillon de Paris : Porte de Pantin sort le 12 novembre et bat des records de vente pour un disque enregistré en public).

### 1980 Fête de la liberté et derniers tours du couple Vartan-Hallyday
La tournée d'été débute le 22 juin 1980, par un récital avec Sylvie Vartan. Ensemble, ils chantent à la Fête de la Liberté devant plus de 200 000 spectateurs. Ce soir-là, Johnny Hallyday évoque l'exil de Michel Polnareff (qu'il ne nomme pas, se contentant de chanter un court extrait de La Poupée qui fait non reprit en chœurs par le public), souhaitant qu'il puisse bientôt revenir en France. Sylvie Vartan et Johnny Hallyday partagent l'affiche deux fois encore durant la saison estivale. Ils chantent le 20 juillet à Orange et le 13 août aux Arènes de Béziers. Cette représentation marque la dernière rencontre sur scène du couple Vartan-Hallyday. Le 5 novembre, ils seront officiellement séparés.

### 1981 Night Rider Band Tour
Johnny Hallyday est sur scène à travers la France et la Belgique du 2 février au 24 mars 1981, pour une tournée de quarante et une étape, durant laquelle il est accompagné par une nouvelle formation le Night Rider Band (anciens musiciens d'Elton John). Aux six musiciens américains qui forment le groupe, se joignent les choristes Pierrette Bargoin (une habituée des orchestres d'Hallyday), Frédérique Gengebach et Michel Mallory à la guitare rythmique, à l'harmonica et aux secondes voix. Johnny Hallyday défend sur scène son dernier album En pièces détachées (sorti en janvier) : Guerre (en ouverture du tour de chant), Excusez-moi de chanter encore du rock and roll, Je peux te faire l'amour, Deux étrangers et Lady Divine, ici chanté Lady Cocaïne, car interprété sans la censure imposée à la version studio. Pas de mise en scène, pas ou peu d'effets d'éclairage, rien d'autre que la musique, les rock s'enchaînent sans fioritures, entrecoupé çà et là de quelques rares ballades : J'ai pleuré sur ma guitare, Salut Charlie, Si j'étais un charpentier. Pour la première fois, Johnny inscrit à son répertoire un titre enregistré en 1963, Quand ce jour viendra, (adaptation de That'll Be the Day de Buddy Holly). Le Night Rider Band Tour s'achève à l'Hippodrome de Paris, sous un chapiteau qui accueille 7 000 spectateurs. Ce show est en partie et en deux émissions télévisé sur Antenne 2 durant l'été : le 13 juillet est diffusée l'émission Deux étrangers, avec en coprésentatrice Dominique Lavanant et (quelques semaines plus tard), le show live dans son intégralité, ou presque… Lady divine, non désirable à l'antenne, est coupée.
Le récital est gravé sur un double album sobrement nommé Live, enregistré en différents endroits, d'où son titre évasif. Cet opus est singulier dans la discographie de l'artiste, en effet, les live passés, comme ceux à venir, concernent tous des shows parisiens, (l'expérience est renouvelée en 2012 avec l'enregistrement public On Stage).
Le Golf-Drouot d'Henri Leproux, lieu où ont débuté Eddy Mitchell, Johnny Hallyday et tant d'autres, ferme définitivement ses portes le 22 novembre.

### 1982 Récital à Fleury-Mérogis
En février et mars 1982, Johnny Hallyday est en tournée accompagné par un nouveau groupe, Énergy. Le chanteur interprète plusieurs nouveautés (issues du récent opus Quelque part un aigle) : L'Hosto, Montpellier, La Caisse ; mais aussi des titres plus anciens réactualisés par un nouvel habillage musical empreint de synthé : Noir c'est noir, La Musique que j'aime, Que je t'aime, Le Pénitencier ; Le très rare en live J'ai oublié de vivre est au programme. Comme pour le tour 1981, on remarque l'absence de cuivres exception faite d'un saxophone. Bruno Victoire, leader du groupe Énergy, et Éric Bouad sont aux guitares.
Le 19 février, Johnny Hallyday, chante à la Maison d'arrêt de Fleury-Mérogis. Par le passé, il a de nombreuses fois essayé de se produire dans une prison française, mais les autorisations lui furent toujours refusées. Johnny Hallyday donne deux représentations devant les prisonniers. Il chante : J'en ai marre, Deux étrangers, Derrière l'amour, mais aussi Le Pénitencier, (...) et Mercredi matin ; Nouvelle chanson, (extraite du dernier album), écrite spécialement pour la circonstance, qui évoque le quotidien d'un prisonnier. Depuis, jamais plus Mercredi matin n'a été inscrite au répertoire de l'artiste.

### «Fantasmhallyday» au Palais des Sports 1982
Du 14 septembre au 11 novembre, Johnny Hallyday présente au Palais des sports de Paris son nouveau spectacle Fantasmhallyday, sur un thème futuriste et apocalyptique. Ce show est l'un des plus grands spectacles jamais montés en Europe. Mis en scène par Jean Renard et pour la première fois produit par Jean-Claude Camus en association avec Gilbert Coullier, le spectacle nécessite chaque soir la mise en œuvre de 80 personnes, techniciens, cascadeurs, musiciens, plus quelques (chiens-)loups. En ouverture, un écran de fumée, une voix qui annonce : « Au cours de la nuit des deux lunes, un homme un seul revient du domaine des ombres, cet homme c'est le survivant, pour la dernière fois, il va vivre pour vous ses fantasmes ». La fumée se dissipe, alors que quelques gueux pénètrent dans ce monde étrange qu'est la scène, au fond une montagne pivote et laisse apparaître l'orchestre, tandis que surgit Hallyday le Survivant. Premier assaut, il lève un bras et l'assaillant s'enflamme. Il chante Fantasmes, puis Le Grand Banquet (deux titres inédits en ouverture) ; enchaîne avec Veau d'or vaudou et La Peur, avant de disparaître, laissant la place à un écran géant pour la projection d'un film-vidéo. Au programme : chaos et violence partout, aucun pays n'est épargné, champignon nucléaire, Survivant, rencontre avec Vampirella tandis que des Zombis menaces… Retour sur scène (accompagné par Vampirella), il chante Le Survivant, Il nous faudra parler d'amour un jour (ode pacifique que Johnny dédiera à Nathalie Baye le soir de la dernière). La chanson Voyage au pays des vivants précède l'affrontement avec les Zombies : sur la scène combat à la hache (où on frôla la catastrophe au cours d'une représentation, un cascadeur manquant son coup, ne manqua pas Johnny et le frappa à la hanche), tandis que des (chiens-)loups se ruent sur Vampirella et emportent son corps. Triomphant mais seul, à genoux le Survivant chante Je n'oublierai jamais (titre inédit signée Nicolas Peyrac. Vient Cartes postales d'Alabama, ...J'ai vu tout ça dans des films aux couleurs qui font rêver…", chante le Survivant, avant de finir en statue de pierre au finale de Poème sur la 7e. Pour cette première partie Johnny Hallyday a osé un tour de chant quasiment fait de nouveautés, (huit titres sur dix). Pour la première fois la vidéo est utilisée dans un spectacle musical non pas pour imager la musique, mais comme vecteur à la narration. Quelques chansons plus tard, nouvelle interruption du tour de chant, qui durant près de cinq minutes cède la place à une succession de cascades. Pour ce show, (qui a nécessité une préparation et des répétitions beaucoup plus longues qu'à l'accoutumée), l'artiste innove et brise une fois encore les codes du tour de chant traditionnel. En seconde partie, Hallyday propose un récital plus familier, comprenant un grand nombre de standards : Les coups, Jusqu'à minuit, Je suis seul, Le Pénitencier, Oh ! Ma jolie Sarah [...], avant de conclure, après un long medley rock 'n' roll, par Le Bon Temps du rock and roll. Johnny Hallyday se produit durant deux mois sur la scène du Palais des Sports, où il donne cinquante-quatre représentations pour deux cent cinquante mille spectateurs. "Fantasmhallyday" est après le Johnny Story de 1976 et L'ange aux yeux de lasers de 1979, le dernier des spectacles à thème de l'artiste (Ce show est pour le chanteur le premier commercialisé en vidéo cassette Johnny Hallyday au Palais des Sports 1982 (sortie en novembre) ; le double album Palais des sports 82 quant à lui sort en janvier).
Après ce spectacle, Johnny Hallyday ne se produira plus au Palais des sports de Paris durant 24 ans. Il y reviendra en 2006 pour le Flashback Tour.
Courte tournée d'été pour le chanteur en 1983, qui donne quelques représentations du 9 au 19 juillet. Le 18 à Palavas-les-Flots, il chante plusieurs nouveaux titres : Signes extérieurs de richesse et Pour ceux qui s'aiment, (nouvellement diffusés en 45 tours), mais aussi Laisse moi une chance (reprise d'une chanson de Bill Deraime, extrait de l'album à paraître à l'automne) et Mon p'tit Loup (ça va faire mal), qui reste inédit au disque jusqu'en février 1984. Hospitalisé à l'hôpital Cochin, le 26 juillet, Johnny Hallyday est opéré d'une hanche, une prothèse lui est posée,.

### Hallyday au Zénith 1984-1985
À partir du 25 octobre 1984 et jusqu'au 2 février 1985, Johnny hallyday s'installe pour trois mois au Zénith de Paris (une durée de programmation jamais vue en Europe). Le spectacle produit par Jean-Claude Camus et Gilbert Coullier, est mis en scène par Hilton McConnico (décorateur sur les films Diva et La Lune dans le caniveau de Jean-Jacques Beineix et spécialiste des revues de Broadway).
Le 24 octobre, sort le double album live Johnny Hallyday au Zénith, soit la veille de la première ! Le coût de la production est tel que toutes les finances sont dans le rouge. Il est alors décidé d'anticiper les évènements et c'est ainsi que le tour de chant est enregistré durant les répétitions. Entre les titres (20 au total), des applaudissements sont ajoutés. Cet album du 24 octobre est donc un « faux live »" !
Pour cause de grèves EDF (qui ont perturbé les dernières répétitions), la première du show est reportée d'un jour et c'est donc le vendredi 26 octobre, qu'est donné le coup d'envoi du spectacle. En ouverture, un poing de cinq mètres sur quinze conçu par Claude Melzer, articulé par deux cents vérins hydrauliques, avance du fond de la scène pour finalement pivoter et s'ouvrir au-dessus des premiers rangs, laissant apparaître au cœur de la main Hallyday qui chante Poing cœur. Cet inédit donne le coup d'envoi d'un tour de chant de deux heures et demie en 28 chansons. Encore une fois, Jacques Rouveyrollis est le maître d'œuvre des éclairages, soit 4000 projecteurs pour 4 millions de watts consommés à chaque représentation (les services de sécurité ont interdit d'allumer l'ensemble plus de trente minutes consécutives ; l'ensemble est programmé par ordinateur). Des danseurs, des cascadeurs, une bagarre au fouet sur Excuse-moi partenaire, une guillotine (en fin de première partie), sur le final de Ne tuez pas la liberté, sous laquelle tombe la tête de l'artiste (l'action se passe en ombre chinoise), sont quelques-uns des moments forts d'un récital très Rock qui fait la part belle aux deux derniers albums Entre violence et violon et Drôle de métier. Malgré son gigantisme, le show ne néglige pour autant ni l'humour, (au cours d'une rixe, Hallyday donne un coup à son adversaire et se fait mal à la main, (…), c'est une frêle danseuse qui le débarrasse d'un colosse), ni les instants d'émotions J'ai oublié de vivre (pour la première fois au programme d'un show parisien), la ballade J'aimerai encore pouvoir souffrir comme ça, ou encore et surtout la reprise du classique de Jacques Brel Ne me quitte pas.

Johnny lors du Zénith 1984.

Le 12 novembre, Philips sort une nouvelle version du live Johnny Hallyday au Zénith, qui cette fois restitue la prestation véritablement enregistrée en direct. Rien ne distingue ces deux albums - qui ne font qu'un - les pochettes, les références, les titres sont identiques.
Le dimanche 23 décembre, Johnny achève la première étape de son marathon au Zénith. Ce soir-là, des milliers de bougies sont distribuées aux spectateurs, auxquels il est demandé de les allumer durant l'interprétation de Ne me quitte pas, alors que les musiciens poussent sur la scène un arbre de Noël. Le chanteur, nullement prévenu, ne parvient pas à masquer son émotion et interrompt quelques instants la chanson. S'accordant une pause durant la période des fêtes, le « second acte » du show se joue à partir du vendredi 4 janvier 1985.
Johnny Hallyday reprend ses représentations au Zénith le 4 janvier 1985. C'est en cette période d'un hiver d'un froid hors norme que nombres de questions se posent sur la pertinence d'une programmation aussi longue ! Le plan ORSEC est activé dans la capitale, plusieurs milliers de personnes sont sans électricité (le 7 janvier), (...), la fréquentation des théâtres et des salles de spectacles baisse de moitié et le show de Johnny Hallyday ne fait pas exception à la règle. Contrairement à ses deux précédents spectacles parisiens (1979-1982), il ne joue pas à guichets fermés et certains soirs, il chante dans une salle aux deux tiers pleines. Par ailleurs à l'évidence, un tour de chant sur une telle durée, même pour Hallyday, cela s'avère une gageure ! Les deux précédents spectacles ont attiré 200 à 250 mille spectateurs - ils sont cette fois encore présent, mais le nombre de représentations les a délité dans le temps - et il en faudrait bien davantage pour remplir le Zénith durant trois mois. Le pari s'avère trop ambitieux et finalement impossible à réaliser. Depuis le 26 octobre, Johnny Hallyday a déjà donné soixante-trois représentations d'un show de deux heures et demie, soit (quelque) deux cents heures de scène, et dans son entourage, on s'inquiète sur la condition physique du chanteur qui s'avère épuisé, mais refuse, malgré les recommandations médicales, de capituler. Le mardi 8 janvier à quelques minutes de la fin de la représentation, alors qu'il vient d'entamer Le bon temps du rock and roll, Hallyday s'écroule sur scène victime d'une syncope. Le show est interrompu est le chanteur hospitalisé d'urgence à l'hôpital américain de Neuilly. Il y reste jusqu'au 12 et est contraint d'interrompre le spectacle jusqu'au 30 janvier.
Le 31, Johnny Hallyday remonte sur scène pour les trois dernières représentations. La dernière, le 2 février, est retransmise en direct sur RTL. Johnny chante en duo avec Eddy Mitchell Be bop a lulla et avec Sheila Mon p'it Loup (ça va faire mal). Ce spectacle à la pointe des technologies, alliant gigantisme et baroque, demeure la plus grosse production et la plus « grosse machinerie » jamais mise en œuvre par Johnny Hallyday.
Le 16 février, Hallyday commence une tournée de deux mois à travers la France. Il se produit notamment au printemps de Bourges, les 1er et 2 avril en compagnie d'Eddy Mitchell, avec qui il interprète plusieurs duos.
Le 13 septembre marque le retour de Johnny Hallyday sur scène après sa seconde opération de la hanche le 7 juin. Il chante à Neufchâtel-en-Bray. Johnny Hallyday est accompagné par une nouvelle formation de musiciens, parmi lesquels : Patrick Bourgoin (saxophone  et flute traversière), Yves Sanna (batterie), Bernard Paganotti (basse) et Hugo Ripoll (guitare), (…) et (le toujours fidèle), Érick Bamy aux chœurs.
Deux jours plus tard, Johnny chante à la fête de l'Humanité. Sept des vingt chansons interprétées sont extraites de l'album Rock'n'Roll Attitude. Sa participation à la Fête de l'Humanité est accompagnée d'une polémique dans les médias. Au cours du récital, Johnny Hallyday s'adressant au public déclare : « Pour remettre les choses à leur place, j'aimerai vous dire que je suis très heureux d'être ici avec vous à la Fête de l'Humanité, car avant tout c'est une fête… des Français » !
1986 : L'année marque la toute première fois depuis ses débuts, où le chanteur ne fait pas de scène, à l'exception de deux participations amicale ; en avril, avec Michel Berger et en novembre avec Jean-Jacques Goldman, tous deux en concerts.

### 1987 «Johnny se donne à Bercy» et Tour 1988
Du 15 septembre au 4 octobre 1987, Johnny chante pour la première fois au palais omnisports de Paris-Bercy. Le spectacle Johnny se donne à Bercy est mis en scène par Michel Berger. Jannick Top est chargé de la direction musicale. Après la grandiloquence des shows précédents, le concept de ce nouveau spectacle est « l'épure plutôt que la démesure ». Le répertoire est construit autour des deux derniers albums. Seules sept anciennes chansons viennent interrompre cette déferlante de chansons récentes : Mon p'tit loup (ça va faire mal), Ma gueule, Le Feu, Le Bon Temps du rock and roll, Gabrielle, La Musique que j'aime et Que je t'aime (absente d'un répertoire parisien depuis le Palais des sports de 76). L'orchestration de la chanson a été entièrement retravaillée. Le public ovationne Que je t'aime durant plusieurs dizaines de secondes, contraignant le chanteur à demander le silence afin de pouvoir entamer a cappella les premières mesures de Je te promets (qui ne provoque pas moins d'enthousiasme). Fort de cette cure de jouvence, Que je t'aime « version Bercy 87 » est diffusée, en 1988, en single et devient pour la seconde fois un tube. Johnny Hallyday est accompagné sur scène par une formation de sept musiciens, (dont Norbert Krief et Hugo Rippol aux guitares), de trois choristes américaines et d'Érick Bamy. Une exception est faite pour La Musique que j'aime, pour laquelle le chanteur est accompagné par le big band de Jean-Pierre Aupert, qui pour l'occasion rassemble divers musiciens, qui à la trompette, qui au trombone, qui au saxophone, ont jadis joué avec Hallyday. Johnny est présent sur scène dès le « coup d'envoi » : Après le « lever de rideau », le chanteur, debout, joue au piano l'introduction musicale « façon Jerry Lee Lewis » (clin d'œil à la chanson de France Gall Il jouait du piano debout), avant de s'emparer du micro pour Rock'n'roll attitude, première chanson d'un récital qui en compte vingt-deux. Sur L'Envie, Hallyday traverse un immense arc d'eau et c'est mouillé de la tête aux pieds qu'il achève le dernier couplet, avant de céder la scène à une de ses choristes pour un intermède musical. Johnny se donne à Bercy est le premier show d'Hallyday à être donné sans entracte et deux heures durant on joue dans la continuité. Fait inhabituel pour la toute première fois, Johnny Hallyday achève son tour de chant non pas sur un rythme endiablé mais par une chanson lente, avec la ballade Quelque chose de Tennessee et crée un intense moment d'émotion au moment de quitter la scène. La dernière représentation est donnée au profit de la recherche contre le sida. Ce show d'un coût de vingt millions de francs, produit par Jean-Claude Camus et Gilbert Coullier, est joué à guichets fermés,,. (Johnny à Bercy)
Johnny Hallyday en tournée à partir du 9 octobre, silionne la France, la Belgique et la Suisse jusqu'à la fin de l'année. Il joue partout à guichets fermés et son passage dans de nombreuses villes est « bissé » à plusieurs reprises. À Lausanne, le 24 octobre, pour la première fois, Johnny Hallyday chante en duo avec son fils, avec lequel il interprète Johnny B. Goode.
Après avoir tourné en hiver et au printemps, Johnny Hallyday démarre, le 6 juillet 1988, sa tournée d'été au Festival de Jazz de Montreux (enregistré et filmé, le concert sortira en CD et DVD en 2008, Live at Montreux 1988). Cette tournée est l'occasion de nombreux duos : en concert à Vincennes, il chante avec Bernie Bonvoisin, (chanteur de Trust) La Musique que j'aime ; un autre soir, dans une autre ville, il l'interprète avec Renaud, puis à Saint-Tropez, avec Patrick Bruel. Aux Arènes de Nîmes, le 28 juillet, au cours d'un intermède, il évoque ses débuts entrecoupant ses anecdotes des chansons La Ballade de Davy Crockett (fredonnée quelques secondes), Tom Dooley, Loving you, avant de conclure par Whole lotta shakin' goin' on". Ce soir-là, il dédie à sa mère, présente dans le public la chanson Je te promets. En août, il se produit aux Francofolies de La Rochelle. La tournée s'achève le 28 août.

### 1989 Première Tournée d'Enfoirés
Tournée d'Enfoirés à travers la France du 6 au 14 novembre 1989 ! Johnny Hallyday, aux côtés de Jean-Jacques Goldman, Michel Sardou, Eddy Mitchell et Véronique Sanson, participe à la toute première tournée organisée au profit des Restos du Cœur, fondé par Coluche en 1985. Un album live et un single sont rapidement mis en ventes et les bénéfices reversés à l'association.

### «Dans la chaleur de Bercy» et «Cadillac Tour» 1990-1991
Initialement annoncé au Palais des sports de Paris, Johnny Hallyday est à Bercy à partir du 15 septembre 1990. Prévu jusqu'au 29, le show est prolongé jusqu'au 4 octobre. Dans la chaleur de Bercy est mis en scène par Bernard Schmitt et Jannick Top en assure la direction musicale. La scène de cent vingt tonnes, (rendue mobile grâce à six plateaux hydrauliques), évolue au fur et à mesure du show. Johnny reprend Diego libre dans sa tête, chanson de Michel Berger écrite pour France Gall, qui en a fait l'un des succès de son album Tout pour la musique en 1981. La version musclée de Johnny fait grande impression et (diffusée en single dans sa version live quelques mois plus tard), devient également un tube et un standard Hallydayen, que le chanteur a depuis, régulièrement inscrit à son répertoire,,. Pour la première fois, il chante Je ne suis pas un héros, chanson que Daniel Balavoine a écrit pour lui en 1980 et que Johnny lui dédie. Honky Tonk Women des Rolling Stones est également au programme, comme plusieurs extraits de son dernier album : Les vautours, Cadillac, Possible en moto (avec séquence de trial, une moto évoluant sur le décor pendant l'interprétation), Mirador. Une chorale Camerounaise, Pek-Nyambe, chante un long préambule à La Musique que j'aime et l'accompagne sur Aimer vivre. Côté reprises, Je suis né dans la rue ouvre le show, tandis que Dégage et La fille l'été dernier, (tous deux extraits de l'album Rock à Memphis), assurent un final (avant rappel) très rock and roll. Le chanteur conclut son récital par Je te promets et L'Envie accompagné par l'Orchestre Symphonique d'Europe, dirigé par Olivier Holt. Le soir de la dernière après précédent Le Bon Temps du rock and roll, il rajoute au programme quatre standards des années 1950 : Mystery Train, Heartbreak Hotel, Be-Bop-A-Lula et Whole Lotta Shakin' Goin' On. Le spectacle produit par Jean-Claude Camus, se joue à guichets fermés devant plus de deux cent cinquante mille spectateurs.
Après Paris, du 13 octobre au 22 décembre, le Cadillac Tour est sur les routes pour 51 concerts joués en France, en Belgique et en Suisse. Lors de la 6e cérémonie des Victoires de la musique en février 1991, Johnny Hallyday reçoit le trophée du meilleur spectacle musical et celui, remis par le président de la soirée Yves Montand, de l'artiste ayant rassemblé le plus de spectateurs de l'année 1990.
Le 8 juin 1991, le chanteur participe au concert des potes à l'initiative de SOS Racisme Parc de Vincennes, qui rassemble soixante mille personnes. Pour le dixième anniversaire de la Fête de la musique, le 21 juin 1991, organisé par la Mairie de Paris, Johnny Hallyday donne un concert Place de la République. Sitôt son tour de chant achevé, il se rend au Trocadéro pour participer au concert organisé et retransmis en direct par TF1.
Johnny Hallyday et son Cadillac Tour sillonnent à nouveau les routes durant l'été 1991, au cours duquel, du 6 juillet au 17 septembre, il donne 33 concerts, se produisant notamment au festival des Francopholies de La Rochelle, où Quelque chose de Tennessee est chanté en duo avec Daniel Lavoie et Paul Personne l'accompagne à la guitare sur Le Bon Temps du rock and roll et le 15 septembre à la Fête de l'Humanité, où un nombre important des cent mille personnes assemblées scandent le nom de Johnny Hallyday durant le discours de Georges Marchais, obligé de l'interrompre pour déclarer « Johnny vous allez le voir et je vais l'écouter avec vous, mais vous l'aurez d'autant plus vite que j'aurai prononcé mon discours »,.
Le 21 septembre, place de la Nation, devant cent vingt mille personnes, avec de nombreux artistes (David Bowie, Jean-Jacques Goldmann, Lloyd Cole, Eros Ramazzoli, Patrick Bruel), Johnny Hallyday participe au concert pour les héros organisé par la radio NRJ en hommage aux victimes du Putsch de Moscou d'août 1991.

### Bercy 1992
Pour la troisième fois, Johnny Hallyday, du 15 septembre au 4 octobre 1992, se produit sur la scène de Bercy. Le spectacle débute par une séquence d'illusionnisme où l'on voit apparaître la silhouette puis l'artiste descendant des limbes vers la scène, dans un ascenseur, vide encore quelques secondes plus tôt. Le tour de chant s'ouvre sur Voyage au pays des vivants, s'enchaîne sur Rock'n'roll attitude. Les visages du chanteur à différentes époques défilent en morphing et sur écran géant pour Ça ne change pas un homme. Johnny reprend Pour moi tu es la seule, Hey Joe, rend hommage sur Quelque chose de Tennessee à Michel Berger disparu durant l'été ; il chante dans une mise en scène lugubre Tien an men, titre qui évoque les manifestations de la place Tian'anmen et la répression qui a suivi, avant de conclure la première partie avec Je veux te graver dans vie. Le bluesman et guitariste Luther Allison assure l'intermède entre les deux parties et accompagne Johnny à la guitare sur le titre La guitare fait mal. C'est en Harley-Davidson que le chanteur entame J'ai tout donné, une nouvelle chanson (simplement annoncée dans le programme du spectacle Séquence Hard Rock), interprétée durant la première semaine puis supprimée du tour de chant. Le final (avant rappel) sur Poème sur la 7e ramène Johnny Hallyday dans les limbes (d'où il est apparu deux heures plus tôt), emporté par une grue mécanique. De retour sur scène, le chanteur conclut son récital par l'interprétation de trois standards du rock 'n' roll. Le spectacle est, cette fois encore, produit par Jean-Claude Camus et mis en scène par Bernard Schmitt. Jannick Top, n'est cette fois pas uniquement chargé des arrangements musicaux, mais est aussi et pour la première fois, à la basse sur scène. (l'album Bercy 92 - disponible en triple vinyles, double CD et Laserdisc 30 cm (LDV) - parait le 26 janvier 1993).
Dans la foulée de cette rentrée à Bercy, est lancé le show du Parc des Princes prévu en juin 1993.

### 1993 Jubilé au Parc des Princes
Pour ses 50 ans, Johnny Hallyday se produit au Parc des Princes les 18, 19 et 20 juin 1993. Pour ce nouveau spectacle, nommé « Retiens ta nuit », le chanteur entre en scène en fendant la foule ; s'offrant la plus belle bousculade de sa carrière, il met de longues minutes à gagner la scène qui occupe toute la largeur du stade. Les images de l'entrée en scène de Johnny Hallyday, font le tour de l'Europe et suscitent bien des commentaires dans la presse, mais aussi ceux d'artistes internationaux, tels Tina Turner et Mick Jagger.
Le décor reproduit le Golden Gate Bridge de San Francisco. Véritable pont malgré tout, que traversent à certains instants du show motos et voitures, il est même l'endroit d'une rixe sur La bagarre.
Johnny Hallyday interprète cinquante-deux chansons, (dix-huit sont réparties en quatre medley), survolant l'ensemble de sa carrière. Le tour de chant comprend plusieurs duos et la participation de nombreux proches du chanteur : Joey Greco l'accompagne à la guitare sur O Carole, David Hallyday tient la batterie pour Oh ! Ma jolie Sarah et chante avec son père Mirador (dans une version inédite franco-anglaise), Paul Personne est à la guitare sur Excuse-moi partenaire et La Musique que j'aime ; Michel Sardou est en duo sur L'Envie et Eddy Mitchell sur Excuse-moi partenaire et Happy birthday rock'n'roll (titre d'Eddy, repris pour l'occasion - 1980 album Happy Birthday). Mais le « clou » des surprises est la présence de Sylvie Vartan, partie intégrante du show, où une mise en scène spéciale lui est réservée pour son entrée : alors que Johnny chante Elle est terrible, Sylvie Vartan assise au volant d'une MG traverse le pont. Quelques instants plus tard, sur la scène accueillie par une ovation du public, elle interprète seule, face à Hallyday, a cappella, Tes tendres années. Ensemble, ils chantent Le feu et Je veux te graver dans ma vie.
Le spectacle multiplie les effets spéciaux et les clins d'œil, témoin cette main métallique articulée, qui rappelle celle géante et gantée du Zénith 84, mais qui cette fois, sur la longue introduction de Gabrielle, fait apparaître non pas l'artiste, mais une danseuse à la plastique superbe qui affole les guitaristes et évolue autour de Johnny durant la chanson.
Le tour de chant de plus de trois heures s'achève sur un final différent chaque soir : L'Envie, Rock'n'roll man et Le Bon Temps du rock and roll .
Les concerts au Parc des Princes s'achèvent à peine, que le chanteur avec deux ans d'avances, annonce sa rentrée à Bercy en septembre 1995.
Tournée d'été pour Hallyday, qui présente un condensé du Parc des Princes et de Bercy 92. C'est la dernière fois, que le chanteur est accompagné sur scène par Norbert Krief et Jannick Top, (l'artiste va bientôt renouveler entièrement sa formation musicale).

### 1994 Rough Town Tour
Afin de promouvoir l'album Rough Town (distribué depuis le 4 octobre), il est décidé d'effectuer une mini tournée française mais aussi européenne. Délibérément, le choix est fait de se produire partout dans des petites salles. En France, Hallyday chante le 19 octobre à Toulon, à Lyon le 21 et à Paris, où il se produit du 28 au 1er novembre à la Cigale.
L'essentiel du tour de chant est en anglais, exception faite de Quelque chose de Tennessee, O Carole et La Musique que j'aime (chanté en duo avec Tanya Saint-Val, duettiste également sur le titre Love Affair). Johnny reprend Gimme some lovin de The Spencer Davis Group et donne Hey Joe en version originale et en duo avec Ian Wilson (aux percussions, harmonica et guitare acoustique dans le groupe).
Le chanteur est accompagné par une nouvelle formation de musiciens, parmi eux, le bassiste Phil Soussan, le batteur Ian Wallace, James Prime et Tim Moore aux claviers (tous vont jouer avec lui jusqu'en 1996), et surtout le guitariste Robin Le Mesurier, qui deviendra son guitariste attitré et jouera avec lui sur scène durant plus de vingt ans, jusqu'à la dernière tournée Rester Vivant tour de 2015-2016,.
Au printemps suivant, la chaîne de télévision Arte consacre au chanteur une soirée thématique Johnny Hallyday, près du Rock, plus près du Blues, proposant le concert à la Cigale et un reportage sur la tournée Rough Town, réalisés par Claude Ventura. (Dans la même période, sort en vidéo cassette et en Laserdisc 30 cm (LDV) le live Johnny Hallyday à La Cigale ; Resté inédit en CD, il faudra attendre 2003 et la sortie d'une intégrale live, pour qu'il soit publié sous ce support - À La Cigale).

### Bercy 1995 «Lorada Tour» 1995-1996
Du 12 septembre au 1er octobre 1995, Johnny Hallyday chante à Bercy. La scène est conçue avec une avancée en demi-cercle dans la salle, sur laquelle peuvent évoluer le chanteur et les musiciens (une partie du public est debout à l'intérieur). Le récital s'ouvre sur Gabrielle, après une entrée en scène jouant sur les ombres dans un écran de fumée. Les deux derniers albums Lorada et Rough Town sont largement représentés, dans un tour de chant qui, fait inhabituel, compte un grand nombre de titres interprétés en anglais, dont la reprise de Hot Legs (en) de Rod Stewart. Au cours du show, Johnny accompagné par ses guitaristes, bassiste et batteur, s'installe en son extrémité, sur une mini scène, pour une longue séquence acoustique. Il joue plusieurs anciennes chansons, dont Tes tendres années, Loving You, Cours plus vite Charlie, I'm Gonna Sit Right Down and Cry (Over You), Joue pas de rock'n'roll pour moi et entre deux chansons converse avec le public. Cette séquence s'achève avec La Musique que j'aime, sur laquelle, après être resté seul au centre de la salle, il rejoint les musiciens sur la scène centrale, sous un déferlement de feux d'artifice. Le spectacle s'achève par la reprise de L'Hymne à l'amour d'Édith Piaf.
À l'issue de ce quatrième Bercy, qui renouvelle quelque peu le show Hallyday, deux principes vont être adoptés : séquence acoustique et en fin du tour de chant la reprise d'un grand classique de la chanson française ! On les retrouvera dans la presque totalité des spectacles à venir : Stade de France 1998 et 2009, Palais des sports de Paris 2006 (partie acoustique et reprise), Tour Eiffel et Olympia 2000 (reprise) / Seuls les récitals Las Vegas 96 et Parc des Princes 2003 dérogeront à cette désormais tradition. (Le spectacle sort en vidéo cassette et en Laserdisc 30 cm (LDV), en novembre et en juin 1996 le double CD Lorada Tour).
Au moment même, où Johnny Hallyday investi Bercy est lancé le projet d'un concert à Las Vegas l'automne prochain pour le public français. Il ne s'agit pas seulement pour Jean-Claude Camus d'organiser un spectacle, mais aussi le transport et le logement de plusieurs milliers de personnes. Le show Destination Vegas, dans un premier temps, est annoncé pour le 16 septembre 1996, au Casino Hôtel Riviera ; mais devant l'affluence de la demande, on opte pour une autre salle et une autre date.

### 1996 «Destination Vegas»
Initialement prévu en septembre au Riviera, afin de faire face à la demande, le concert est reprogrammé à L'Aladdin et repoussé au dimanche 24 novembre 1996. Johnny Hallyday chante devant sept mille fans venus de France, qui ont fait spécialement le voyage à Las Vegas. Pour cela, trente-quatre avions ont été mis à contribution ; chacun d'eux a été baptisé d'un titre de chanson d'Hallyday inscrit sur la carlingue (c'est ainsi que les passagers embarquent dans l'avion Que je t'aime, Mon p'tit loup etc). Par ailleurs, l'autorisation fut donnée d'un vol direct Paris-Végas, chose totalement inhabituelle cette destination comprenant normalement une étape.
Johnny donne un tour de chant très rock 'n' roll, qui comprend de nombreuses reprises d'anciennes adaptations d'Elvis Presley, auquel le show est dédié. Il inclut également treize nouvelles chansons écrites et/ou adaptées pour l'occasion. Johnny joue ce show d'un soir et totalement inédit, dans une mise en scène très minimaliste. Un spectacle qui faillit ne pas avoir lieu, le chanteur étant victime d'une trachéite depuis plusieurs jours, le doute subsista jusqu'au dernier moment sur sa capacité à chanter. C'est donc la voix rocailleuse et diminuée qu'Hallyday entre en scène, une voix qui toutefois retrouve de son éclat au fur et à mesure que s'enchaînent les titres. Conscient que le public en sortira quelque peu décontenancé, auquel s'ajoute la frustration de s'être vu contenu par le service d'ordre de la salle qui mis tout en œuvre pour les maintenir assis, Johnny Hallyday, en guise de séance de rattrapage invitera les spectateurs de Vegas, au Zénith de Paris en 1998, pour assister à deux concerts de répétitions, quelques jours avant son show au stade de France.
La représentation est partiellement diffusée le 29 novembre sur TF1. L'intégrale du spectacle sort en vidéo cassette et pour la dernière fois en Laserdisc 30 cm (LDV) (ce support sera bientôt abandonné pour céder la place au DVD), mais pas en CD, (il faut pour cela, attendre l'année 2003 et la sortie d'une intégrale live pour une première diffusion sous ce support.
S'achève le show Vegas, que déjà s'annonce une prochaine entrée de Johnny Hallyday à Bercy à partir du 16 janvier 1998… Finalement ce sera au Stade de France et en septembre 1998.
1997, pour la seconde fois en trente-sept ans de carrière, hormis sa participation au concert des Enfoirés, Johnny ne fait pas de scène.
Le 3 octobre, Johnny visite le (futur) Stade de France, alors en chantier de construction. La décision est arrêtée, Le prochain spectacle se fera là !

### Stade de France 1998 et Tour 1999
Les spectateurs ayant fait le voyage à Las Vegas en 1996, sont conviés les 29 et 30 août 1998, au Zénith. Devant eux, Hallyday joue les répétitions générales du prochain récital au Stade de France.
Le vendredi 4 septembre, alors que le stade est comble et que l'entrée en scène du chanteur doit être diffusée en direct sur TF1, c'est finalement le producteur Jean-Claude Camus qui sur la scène (et en direct à la télévision), annonce que cette première représentation est annulée pour cause de pluie (il pleut à verse depuis plusieurs heures et seule la première partie - assurée par Sinclair et FFF - profitant d'une légère accalmie a pu être jouée). Un concert de remplacement est annoncé pour le 11 septembre.
Le samedi 5 septembre, est finalement le jour de la première. En ouverture, un hélicoptère (piloté par Michel Drucker), dépose, Johnny Hallyday sur le toit du Stade de France. Une arrivée que le public peut suivre en détail sur un écran géant. Sitôt son harnais retiré, Hallyday disparaît, pour réapparaître quelques secondes plus tard dans un écran de fumée au milieu du stade, où sur une longue avancée qui prolonge la scène, il entame son tour de chant par La Musique que j'aime, avant de rejoindre les musiciens sur la scène principale. L'artiste durant trois heures de spectacle chante un grand nombre d'anciens titres, des classiques mais aussi des chansons rares qui ont quitté son répertoire depuis longtemps : La fille aux cheveux clairs, La Génération perdue, Cet homme que voilà, Salut Charlie, (Michel Mallory auteur de la chanson l'accompagne à l'harmonica). Le chanteur interprète plusieurs duos avec ses invités : Et puis je sais avec Patrick Bruel, Le pénitencier avec Florent Pagny, Rock'n'roll attitude avec Pascal Obispo, J'la croise tous les matins avec Jean-Jacques Goldman, Knock on Wood-Aussi dur que du bois dans un duo bilingue avec Lionel Richie (uniquement le dimanche 6 septembre). Au cours d'une partie symphonique, Johnny, pour la seconde fois (voir), est accompagné par l'orchestre symphonique d'Europe que dirige Olivier Holtl, durant une séquence où sont chantés : Que je t'aime, Ce que je sais, Requiem pour un fou en duo avec Lara Fabian - pour l'introduction Les Chœurs de Paris XIII se joignent à l'orchestre symphonique - Diego libre dans sa tête et L'Envie. Joué sous un déluge de lumière et d'artifices, Allumer le feu conclut une séquence rock 'n' roll, ainsi que la représentation (avant rappel). Le spectacle s'achève avec Sur ma vie, célèbre chanson de Charles Aznavour.
Dans son édition du dimanche 6 septembre, le journal Le Parisien publie que Johnny Hallyday a à certains moments chanté en playback hier au Stade de France, soutenant, s'appuyant sur les déclarations d'un technicien anonyme « qu'il est techniquement impossible de chanter en direct au centre du stade » (là où chante Hallyday au début et la fin du show, ainsi que pendant une séquence acoustique). Le soir même, quelques heures avant la seconde représentation, Johnny à la télévision, durant le Journal de 20 heures de TF1, en direct de sa loge, dément : « Un journal qu'on dit sérieux devrait se renseigner un peu plus avant de dire n'importe quoi et d'écouter n'importe qui. Ces affirmations m'atteignent dans ce que j'ai de plus cher, [...], je n'ai jamais triché avec mon public ».
« Le ciel a ses humeurs », et c'est sous une pluie torrentielle, que Johnny Hallyday donne le vendredi 11 septembre la troisième et dernière représentation au Stade de France, terminant ainsi par où il n'a pas pu commencer. Sur scène, ce soir-là, Johnny, au centre du stade durant la partie acoustique, s'adressant au public déclare « je chante en play-back, d'ailleurs je parle aussi en play-back n'est-ce pas ? » et improvisant une séquence rock and roll, casse volontairement le rythme des chansons, afin de démontrer, qu'il chante bien en direct.
Johnny Hallyday est l'unique artiste à avoir donné trois représentations consécutives au Stade de France (le 24 octobre sort le live Stade de France 98 Johnny allume le feu).
1999, dans le cadre de sa tournée, les 17 et 20 février, Johnny chante au vélodrome de Baie-Mahault à Pointe-à-Pitre et au stade Dilo de Fort-de-France. Avec Tanya Saint-Val, il chante en duo Dégage et Allumez le feu.

### Tour 2000 concert à la Tour Eiffel, retour à l'Olympia et à Montréal
L'artiste donne, le 10 juin, un spectacle gratuit au pied de la tour Eiffel, devant plus de cinq cent mille spectateurs. Si c'est pour le chanteur l'occasion de célébrer ses quarante ans de carrière, le show soutenu par la Mairie de Paris est donné dans le cadre des festivités prévues pour le changement de millénaire. Le spectacle est retransmis en direct sur TF1 et établit un record d'audience avec huit millions de spectateurs. Dès le 30 juin, le double CD live 100 % Johnny : Live à la Tour Eiffel est disponible (ce live ne connaîtra pas de diffusion vinyle).
C'est en concert au Parc de Sceaux devant soixante mille spectateurs, que le chanteur fête son anniversaire le 15 juin. Le concert est organisé par la volonté de l'artiste qui a souhaité être sur scène ce jour anniversaire et ce malgré les réticences de son producteur Jean-Claude Camus, doutant de la capacité à mobiliser le public sur deux évènements en région parisienne à cinq jours d'intervalle (surtout que le concert à contrario du premier n'est pas gratuit). Réserve partagée par le conseil général des Hauts-de-Seine, qui finalement donne son accord (après avoir obtenu l'assurance que les épreuves du Baccalauréat - le jour même du concert - d'un lycée proche du Parc de Sceaux, ne seraient perturbées par aucune répétition ou balance du son. Au cours de la représentation, plusieurs invités surprises ont chanté en duo avec Johnny Hallyday : Michel Sardou, Sonia Lacen, Jean-Louis Aubert, Paul Personne, Pascal Obispo, Laurent Gerra, Patrick Bruel et encore Nawfel, guitariste âgé de 14 ans qui l'accompagne sur La musique que j'aime,, (Happy Birthday Live - Parc de Sceaux 15.06.2000, album live inédit jusqu'en 2020).
Après vingt-sept années d'absence, Johnny Hallyday est de retour dans la célèbre salle de Bruno Coquatrix ! Le 17 juin, il donne la première des quarante-deux représentations prévues à l'Olympia, où il se produit jusqu'au 25 août.
Les représentations parisiennes sont entrecoupées de plusieurs concerts en province et à l'étranger. Ainsi donne-t-il onze représentations en juin à l'Olympia et treize en juillet. Durant ce même mois, il se produit à Bruxelles, à Nancy, Lausanne. Au stade Vélodrome de Marseille, il est applaudi par cinquante-cinq mille spectateurs et réunit à Lyon au stade de Gerland, quarante-deux mille spectateurs. À Vichy, au centre Omnisports, il chante devant vingt-cinq mille spectateurs et enfin le 30 à Objat, seize mille personnes l'attendent.
En août, il donne dix-huit représentations à l'Olympia. (Olympia 2000 sort en novembre en double CD).
La tournée s'achève le 31 août à Montréal. Depuis juin, plus d'un million de spectateurs ont assisté au tour de chant d'Hallyday.
(Pas de scène en 2001 et 2002).

### 2003 Parc des Princes - Tournée des Stades - Tournée «Plus près de vous»
Johnny Hallyday commence sa tournée à la Réunion le 24 mai, où il chante à Saint-Denis au stade de l'Est.
Les 10, 11, 14 et 15 juin, il se produit pour la seconde fois au Parc des Princes (devenant l'unique artiste à avoir donné quatre représentations dans cette enceinte ; le concert du 15 est retransmis en direct sur TF1). (l'album live Parc des Princes 2003 sort en novembre).
Au cours de l'été, Johnny effectue une tournée des stades en France, en Suisse et en Belgique (douze au total) ! Il donne également trois représentations au Sporting de Monaco fin juillet et achève ses représentations en août au Liban.
À l'automne, Johnny Hallyday commence, le 27 octobre, au Zénith de Caen, la tournée Plus près de vous pour laquelle il sillonne les routes et qui s'achève, 35 concerts plus tard, au Palais omnisports de Paris-Bercy, où il se produit les 15, 16, 20 et 21 décembre (le 18, il chante au Zénith d'Auvergne),. Le soir de la dernière en hommage à Jerry Lee Lewis, il enflamme le piano durant l'interprétation du standard de l'Américain Whole Lotta Shakin' Goin' On. (resté inédit au disque à l'époque, l'album live Bercy 2003 sort en décembre 2020).
2004 : l'unique contribution à la scène de Johnny Hallyday cette année-là est une participation, aux côtés et en duo avec Charles Aznavour, à une soirée donnée au profit de l'Institut national du cancer. (Il ne fait aucune scène en 2005).

### «Flashback Tour» 2006-2007
« Flashback Tour » est le nom de la nouvelle tournée de Johnny Hallyday, qui ambitionne pour la capitale, de se produire dans toutes les salles parisiennes qui ont jalonné sa carrière. Premier acte, du 2 juin au 4 juillet, l'artiste chante au Palais des sports de Paris. C'est la septième fois que le chanteur se produit dans cette salle, où il ne s'est plus produit depuis 1982. (Le live Flashback Tour : Palais des sports 2006, sort - en CD et double vinyle - le 4 septembre ; il s'agit du premier album de l'artiste chez Warner).
En juillet, "tournée des Stades et des festivals" en province pour le chanteur. Il se produit notamment à Carhaix, le 20 juillet, au Festival des Vieilles Charrues et le 22 au Festival de Poupet à Saint-Malô-du-Bois.
Flashback Tour Paris acte deux ! Johnny Hallyday chante à Bercy les 29, 30 septembre et le 1er octobre. La représentation du 29 septembre est retransmise en direct sur TF1. Pour l'occasion, Johnny chante en duos avec plusieurs invités : Laura Pausini (La loi du silence), Laurent Voulzy (Quelque chose de Tennessee), Amel Bent (Allumer le feu), Patrick Bruel (Derrière l'amour). De retour dans la capitale, il occupe à nouveau Bercy, les 20 et 21 octobre. La tournée jusqu'à la fin de l'année alterne les représentations dans la capitale et en province.
Flashback Tour, Paris acte 3 : Johnny est au Zénith de Paris pour trois soirs en novembre. En décembre, il termine son tour des salles parisiennes à l'Olympia (du 4 au 9) et enfin à La Cigale, pour cinq représentations, durant lesquelles il propose un tour de chant modifié et plus "Rock and Roll". Johnny Hallyday reprend : Fils de personne, Nashville Blues, Elle est terrible et quelques standards "Rock and Roll" dont il est coutumier, Tutti Frutti, Blue Suede Shoes, Be-Bop-A-Lula, Whole Lotta Shakin' Goin' On, Heartbreak Hotel. Il interprète également avec Chris Isaak le classique de Fats Domino Blueberry Hill. (Le 11 juin 2007, sortira l'album live La Cigale : 12-17 décembre 2006 - disponible en CD et vinyles).
2007 : Le chanteur est encore en province de janvier à mars et fait une ultime étape à Bercy le 13 février. Johnny Hallyday a donné 111 représentations du Flashback Tour (dont 41 à Paris), et a attiré plus d'un million de spectateurs.

### 2009 Stade de France «Tour 66»
Le 2 décembre 2007, Johnny Hallyday invité au journal de 20 heures de TF1, annonce que sa prochaine tournée, prévue en 2009, sera la dernière. Pour autant, il affirme ne pas vouloir renoncer à chanter, ni même à se produire sur scène, mais plus dans le cadre de longues tournées.
Le 7 mai 2009, au Zénith de Saint-Étienne (qu'il a inauguré le 6 octobre 2008,), le chanteur donne le coup d'envoi de la tournée Tour 66. Il donne huit représentations dans cette salle du 7 au 16 mai.
Le Tour 66 passe par Bruxelles avant Paris. Les 19, 20, 22 et 23 mai, Hallyday chante au Forest National de Bruxelles. Pour l'occasion, Johnny Hallyday accorde un entretien à un journal télévisé où il confirme que cette tournée sera bien sa dernière longue tournée. Évoquant ses désirs de cinéma toujours croissant, sans pour autant vouloir renoncer ni à chanter, il fait même allusion à un prochain spectacle dans deux ou trois ans.
Après une répétition générale au Stade de France, le 28 mai, devant quelques milliers de membres du Fan Club, les 29, 30 et 31 mai, Johnny Hallyday fait son show devant chaque soir, 80 000 spectateurs. Le spectacle s'ouvre sous un "orage" d'étincelles derrière lequel apparaît Hallyday, seul, immobile, silencieux, tenant durant plus d'une minute le public (loin d'être silencieux), en haleine, avant d'entamer a cappella Ma gueule, tandis qu'apparaît le groupe. Durant un tour de chant de plus de deux heures, Johnny offre une sélection d'anciennes chansons, parmi lesquelles : Joue pas de rock'n'roll pour moi, Excuse-moi partenaire, Diego libre dans sa tête, Derrière l'amour… Le dernier album n'est pas délaissé (Ça peut changer le monde, Unchained melody-les enchaînés - en duo avec sa choriste Amy Keys), à contrario du précédent Le Cœur d'un homme (dont l'ambition affichée par le principal intéressé était pourtant d'offrir à son interprète "du matériel pour la scène"). Durant une longue séquence acoustique, donnée au milieu du stade sur une petite scène reliée à la principale par une arche horizontale, Johnny, suivi de ses guitaristes, bassiste, batteur et harmoniciste donne une séquence rock 'n' roll, alternant les reprises de standards en version originale et d'adaptations françaises, il chante : La Fille de l'été dernier, That's All Right Mama, La Terre promise, I Got a Woman… Cet intermède acoustique s'achève par Quelque chose de Tennessee, sur laquelle, resté seul le chanteur rejoint sur la scène centrale les musiciens et enchaîne par une séquence Rhythm'n'Blues. C'est avec des sanglots plein la voix que Johnny adresse au public ses remerciements avant d'interpréter Ça ne finira jamais. ; le temps d'un rappel et il conclut par la reprise de Et maintenant de Gilbert Bécaud. Le spectacle est retransmis en direct sur TF1 le 30 mai. Ce soir là (et le lendemain), David Hallyday chante avec lui Sang pour sang et Sylvie Vartan Le bon temps du rock and roll. Le 28 septembre, sort le live Tour 66 : Stade de France 2009.
Du 3 juin et jusqu'au 11 juillet, l'artiste se produit dans plusieurs stades de l'Hexagone entrecoupé d'une étape au Stade de Genève (douze au total).
Le 14 juillet 2009, dans le cadre des festivités nationales, il réunit entre 700 000 personnes (selon la police) et plus d'un million (selon les organisateurs) sur le Champ de Mars aux pieds de la Tour Eiffel, lors d'un concert gratuit pour le public, conformément au vœux du Président de la République, qui depuis 2007 souhaite associer un grand concert populaire aux festivités de la Fête nationale. Du 18 au 23 juillet, il chante au Sporting Salle des Étoiles de Monaco, achevant ainsi la première partie de sa tournée.
Le 24 juillet, le chanteur est hospitalisé pour une dizaine de jours, officiellement pour une série d'examens à la demande des assureurs du Tour 66. Début août, le magazine américain New York Post affirme que Johnny Hallyday a subi une opération du côlon. Démentie dans un premier temps, son entourage confirme l'information quelques jours plus tard. Début septembre, dans un entretien au magazine Télé Star, Johnny Hallyday révèle qu'il a été opéré après qu'on lui a détecté un cancer du côlon.
Le 25 septembre, marque le début de la seconde partie du Tour 66, où l'attende une vingtaine de villes en France, mais aussi Genève et Bruxelles. (Un concert était prévu au stade Jean-Ivoula à la Réunion, le 20 septembre, mais il fut annulé pour cause de grippe A). Johnny Hallyday achève à Orléans le second acte du Tour 66 le mardi 24 novembre.
Le 26, il est opéré à Paris, d'une hernie discale. Le 1er décembre, le chanteur est à Los Angeles, où le 7 décembre, il est hospitalisé d'urgence au Cedars Sinai de Beverly Hills. Souffrant de douleurs dans le dos, il est plongé dans un coma artificiel. Le 10 décembre, il est réopéré du dos, à la suite d'une infection postopératoire. Le 11, pour la seconde fois, il est remis en état de coma artificiel jusqu'au 14 décembre.
Le 16, le producteur Jean-Claude Camus annonce officiellement l'annulation de la troisième et dernière partie du Tour 66 ; (Prévue à partir du 8 janvier à Amiens, la tournée devait s'achever vingt-deux représentations plus tard, par quatre concerts à Bercy les 9, 10, 12 et 13 février 2010).
Le 23 décembre, sortie d'hôpital pour Johnny Hallyday.
Johnny Hallyday a donné soixante-sept représentations du Tour 66. Avec plus d'un million de spectateurs, le Tour 66 est l'une des plus grandes tournées jamais réalisées en France. Elle prévoyait notamment une étape à Madagascar et au Viêt Nam ; ces deux concerts à vocations humanitaires, afin de financer un orphelinat au profit de l'Unicef (dont son épouse Læticia est marraine), furent finalement annulés pour des raisons d'organisations et des difficultés extrêmes qu'elles engendraient. Toutefois, Johnny Hallyday chantera bien pour l'Unicef durant le Tour 66, lui offrant son cachet lors du concert qu'il donna à Genève en juillet 2009.
Johnny Hallyday annonce le 2 septembre 2010, qu'il se sépare de son producteur Jean-Claude Camus. Gilbert Coullier prend la relève ; ils ont déjà travaillé ensemble, Coullier fut avec Camus le coproducteur de l'artiste durant les années 1980. On parle d'un retour sur scène prévu en 2012 et on annonce la rentrée de Johnny Hallyday en 2011 au théâtre.
Le 3 décembre 2010 marque le retour d'Hallyday sur une scène après ses ennuis de santé. Sur la scène de l'Aréna de Montpellier où se produit Matthieu Chedid, (alias M), il le rejoint sur scène pour interpréter en duo Tanagra.
M et Johnny récidivent les 15, 16 et 17 décembre, à Bercy, où le fils de Louis Chedid achève sa tournée.

### 2011 Théâtre et «Tour 2012» 3ème Stade France

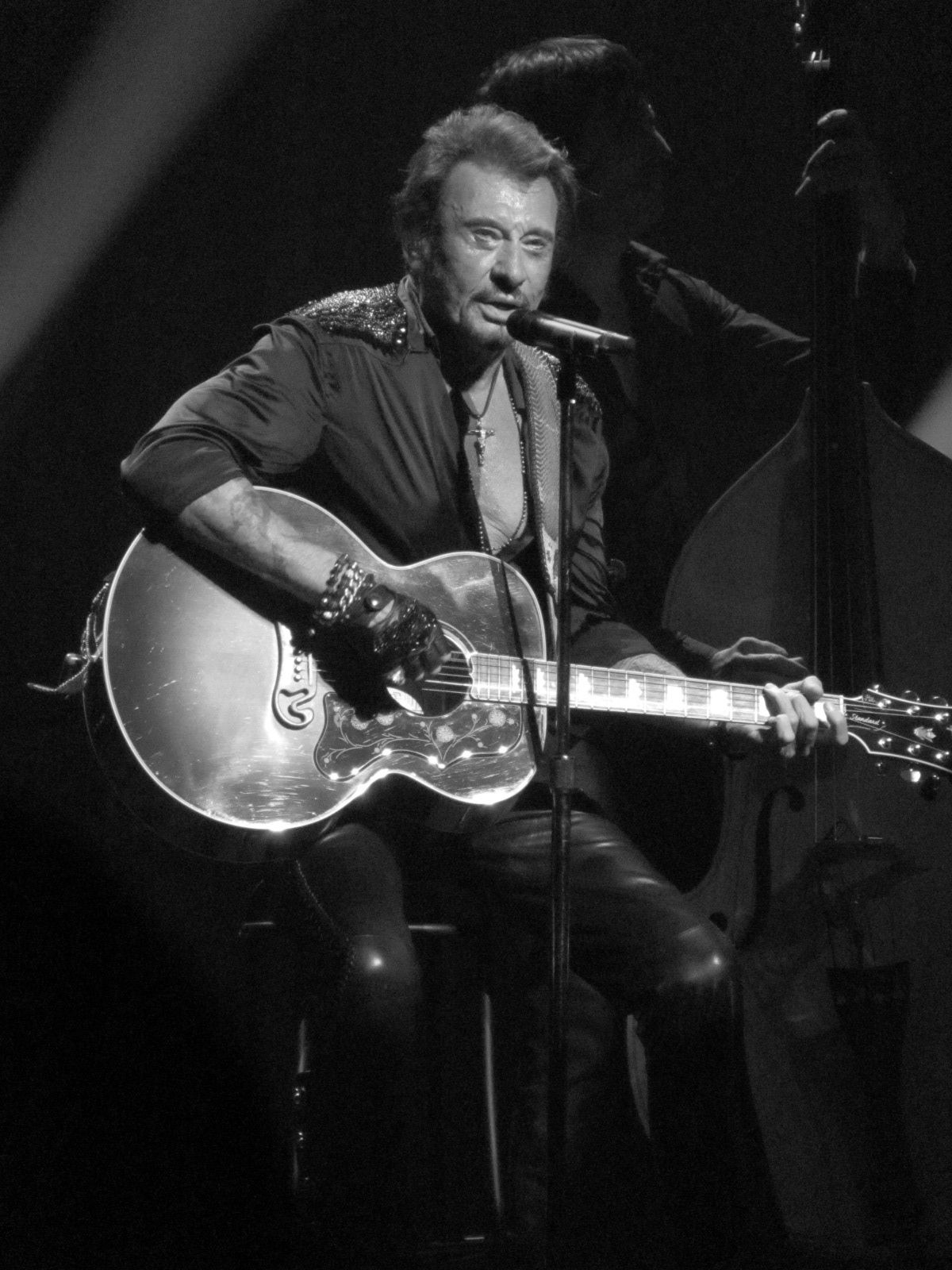
Johnny Hallyday en concert en 2012.

Johnny Hallyday a conclu (avant rappel), le Tour 66 par le titre Ça ne finira jamais, sur lequel il chante au public : « On refera la route je te le promets ». Un temps annoncé comme sa dernière (longue) tournée, cela sonnait comme une contradiction, avant que des ennuis de santé, ne l'oblige à annuler la dernière partie de la tournée...
Rétabli, le chanteur déclare, lors d'un mini récital le 30 mai sur RTL qu'il n'entend « pas en rester là et qu'il aimait finir ce qu'il a commencé ! » Revoilà donc Johnny Hallyday en préparation d'un nouveau tour.
Après un passage sur les planches, où du 6 septembre au 19 novembre 2011, il joue au théâtre Édouard VII la pièce de Tennessee Williams Le Paradis sur terre, Johnny Hallyday, le 3 décembre 2011, au premier étage de la tour Eiffel, présente officiellement à la presse sa prochaine tournée nommée, (un temps), comme son nouvel album Jamais seul, suivit d'un mini concert devant un parterre de 300 invités. Elle sera composée de 64 concerts s'étalant sur 8 mois.
Cette 181e tournée de l'artiste ne limite pas exclusivement à la France et ses voisins francophones, mais s'inscrit aussi à l'international. C'est ainsi qu'il débute en Californie, le 24 avril, à l'Orpheum Theatre (Los Angeles). Alternant les représentations dans l'« Hexagone », il chante également à Québec, Montréal, New York, Londres, mais aussi pour la première fois à Moscou et Tel Aviv.
Les concerts français débutent à l'Arèna de Montpellier, où Hallyday donne quatre représentations en mai,.

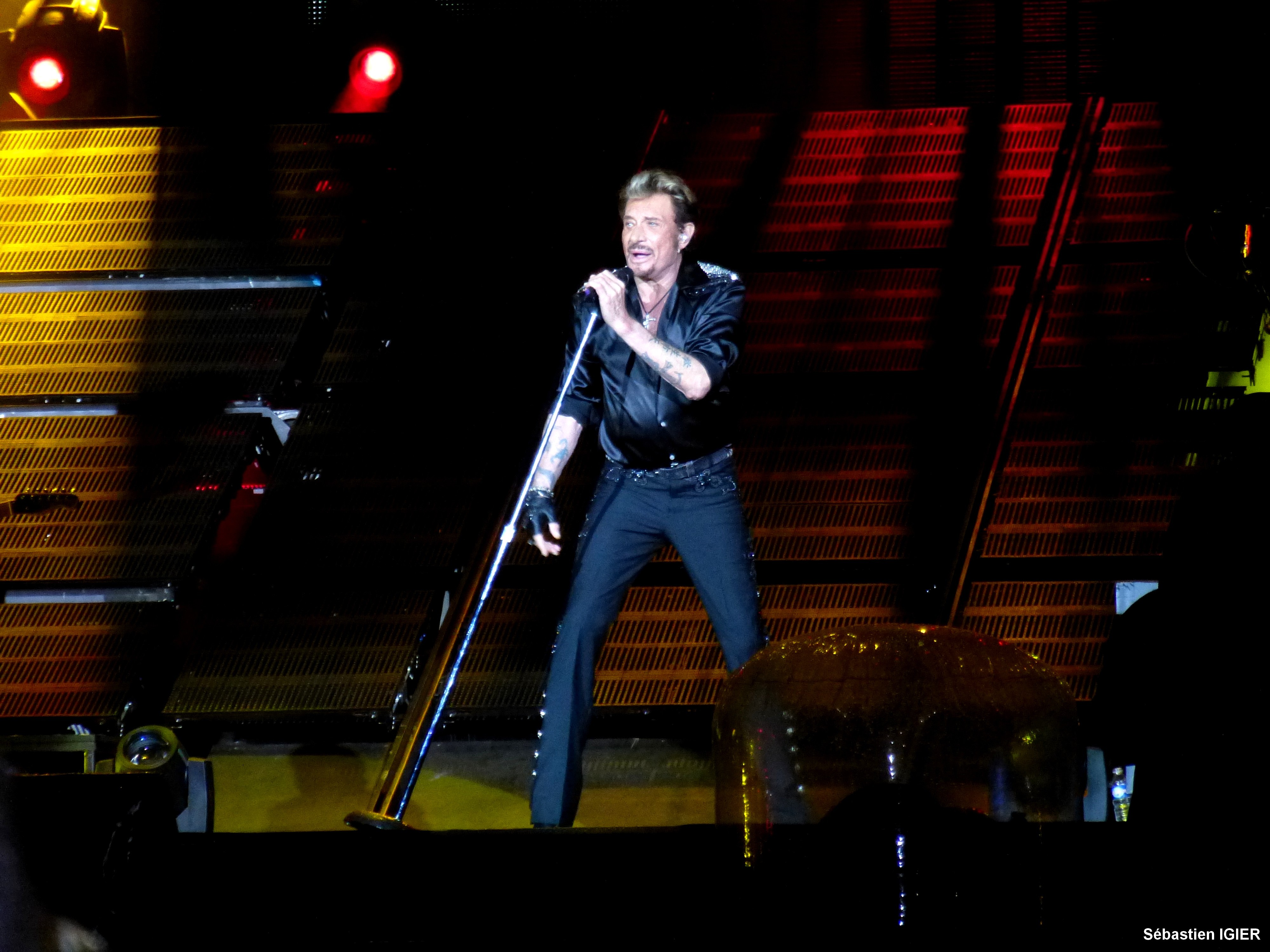
Johnny Hallyday en concert au Stade de France 15 juin 2012

Les 15, 16 et 17 juin, pour la troisième fois Johnny Hallyday se produit au Stade de France, devenant ainsi l'unique artiste à avoir donné neuf représentations dans cette enceinte.
Si la production Coullier succède à Camus, l'équipe technique demeure en grande partie inchangée. Ainsi Jacques Rouveyrollis conçoit cette fois encore les jeux de lumières et Bernard Smith la mise en scène. Yvan Cassar est de retour aux orchestrations, tandis que Yarol Poupaud, nouveau dans l'équipe, assure la direction musicale et accompagne à la guitare Hallyday sur scène. Les concerts au stade de France sont l'occasion de duos avec Eddy Mitchell sur La Musique que j'aime, Marie-Mai sur Vivre pour le meilleur, Pascal Obispo sur Rock'n'roll attitude et Louis Bertignac, qui assure sur toute la tournée la première partie, sur Fils de personne.
Le show s'articule autour de trois séquences musicales : rock (la plus longue), entrecoupée d'une partie symphonique, puis acoustique. Écrans géants, vidéos, pyrotechnie et effets spéciaux agrémentent un tour de chant fait exclusivement d'anciens titres - Marie, le plus récent de la liste date de 2002) - les quatre derniers albums sont totalement ignorés.
L'artiste se produit dans des grands espaces en plein air, mais tourne aussi dans de plus petits lieux, tels que le théâtre Jean-Deschamps dans la Cité de Carcassonne, qui oblige à modifier la mise en scène et à renoncer aux effets grandiloquents pour se recentrer exclusivement sur le chant.
La première partie du Tour 2012, s'achève à Colmar le 3 août, pour une reprise prévue début octobre.
Durant cette pause, Johnny Hallyday enregistre l'album L'Attente à Los Angeles, où de nouveaux problèmes de santé laissent croire un temps que l'histoire se répète et font planer le doute d'une nouvelle impossibilité d'achever la tournée. Le 27 août, le chanteur est hospitalisé en Guadeloupe, où il passe quelques jours de repos, puis à Los Angeles pour des examens plus approfondis, avant de reprendre le chemin des studios.
« Chantera, chantera pas ? », le doute est levé avec la présence du chanteur sur scène au Centre Bell de Montréal, les 4 et octobre. La presse souligne la grande forme vocale et physique de l'artiste,,.
Durant la tournée d'automne, qui s'achève à Marseille le 22 décembre, quelques titres de son 48e album studio, sont ajoutés au récital, L'Attente, L'Amour à mort et 20 ans. (voir album live On Stage).

### Born Rocker Tour(2013-2014)
Fort du succès de ce tour 2012, Johnny remonte sur scène en juin 2013, pour une mini tournée de 14 dates. Nommée Born Rocker Tour, elle débute le 2 juin à Bordeaux et s'achève le 27 aux Arènes de Nîmes, en passant par Paris, pour trois concerts au Palais omnisports de Paris-Bercy, les 14, 15 et 16 juin. La représentation du 15 juin, jour de ses 70 ans, est diffusée en direct sur TF1. Sitôt la représentation à Bercy achevée, le chanteur se rend au Théâtre de Paris, où il donne un second concert devant un millier de spectateurs (et retransmis en direct sur MyTF1). Durant son tour de chant, résolument plus rock 'n' roll, il est rejoint sur scène par (l'ex chanteur des Stray Cats) Brian Setzer, avec lequel il interprète plusieurs duos,. (voir album live Born Rocker Tour).
En décembre une tournée devait avoir lieu en Asie au profit de l'association La Bonne Étoile, mais est finalement annulée en raison de troubles politiques en Thaïlande. Pour compenser, toujours au bénéfice de l'association, un concert caritatif est donné le 15 décembre au théâtre parisien Le Trianon,.
Johnny Hallyday, au printemps 2014, du 24 avril au 15 mai, tourne aux États-Unis et au Canada, avec le Born Rocker Tour. Un album live du concert du 6 mai à New York au Beacon Theatre, est diffusé en 2020, sous le titre Son rêve américain - Live au Beacon Theatre de New-York 2014 ; L'automne 2022 voit paraître les coffrets vinyles et/ou CD North América Live Tour Collection, proposant neuf des quatorze concerts américains.

### TroisVieilles Canaillesà Bercy (2014)
Johnny Hallyday, Eddy Mitchell et Jacques Dutronc ensemble sur scène. L'idée nait de la passion que partagent le producteur Valéry Zeitoun et Eddy Mitchell pour le Rat Pack, célèbre trio Américains les années 1950 aux États-Unis.
Au cours de l'automne 2013, le producteur en parle aux manageurs respectifs des trois artistes : Sébastien Farran, Rose Léandri et Claude Wild. Les trois amis se rencontrent en janvier 2014 pour un déjeuner. Johnny Hallyday, le premier, l'évoque sur Twitter. Le projet est officiellement lancé en mai 2014 et trois concerts sont annoncés, les 5, 6 et 7 novembre, à Bercy. Les places se vendent en une matinée et devant l'affluence du public, deux nouvelles dates s'ajoutent les 8 et 9, ; une sixième représentation est encore ajoutée courant octobre.
Ils choisissent de se produite sous le nom Les Vieilles Canailles (l'appellation fait référence à la chanson de Serge Gainsbourg Vieille canaille). Vingt-trois chansons sont au programme, soit sept de Dutronc, sept d'Hallyday et six de Mitchell (+ Vieille Canaille). Les artistes chantent dix fois en trio, Johnny Hallyday et Eddy Mitchell interprètent quatre duos, Jacques Dutronc a un duo avec Mitchell, un autre avec Hallyday et chacun d'eux chantent deux titres en solo. Hallyday chante sur 18 chansons (plus une participation à la fin de Lèche-bottes blues), Eddy Mitchell sur 17 titres et Dutronc sur 15.

### Rester Vivant Tour(2015-2016)
Cette nouvelle tournée débute en juillet 2015 ; mois durant lequel Johnny Hallyday se produit dans une dizaine de Festivals, en France, en Suisse et au Liban. Elle commence là où la précédente s'est achevée, au arènes de Nîmes, les 2 et 3 juillet 2015, pour se conclure, les 28 et 29, au Sporting Monte-Carlo de Monaco. Ce premier acte du Rester vivant Tour joué sans fioriture, délaisse décor et effets spéciaux, pour se consacrer à l'essentiel la musique. Le chanteur est accompagné par douze instrumentistes et quatre choristes ; l'ensemble, très rock et rythm'n'blues est conduit par le guitariste Yarol Poupaud. Le répertoire oscille entre standards (La Musique que j'aime, Allumer le feu, Gabrielle, [...]) et reprises de titres rares, pour la plupart venues des années 1970 et délaissés depuis (Tomber c'est facile, Nadine, J'ai besoin d'un ami, J'ai pleuré sur ma guitare, [...]).
Le second acte du Rester Vivant Tour débute avec deux représentations, les 2 et 3 octobre, à Nice. À contrario des concerts estivaux, Hallyday propose un spectacle total, avec vidéos et effets pyrotechniques. L'utilisation de six écrans géants mobiles en tous sens, donnant « à l'art de la scénographie une nouvelle dimension », est une première mondiale. Dissimulés en haut de la scène au début du spectacle, les écrans (conçu par un Lillois, Xavier Barra), se déploient au gré du show et, paraissant voguer dans l'espace, enveloppent la scène ; ainsi sur J'ai pleuré sur ma guitare des cascades semblent se déverser sur les bords de la scène.
Au lendemain des Attentats du 13 novembre 2015 en France, en concert au Zénith de Strasbourg, Johnny Hallyday dédie la représentation aux victimes et à leurs familles, avant d'observer une minute de silence avec le public. À Bercy, où il donne trois représentations, l'artiste pour la première fois interprète Un dimanche de janvier (titre extrait de son dernier et 50e album studio paru, ironie du sort, le 13 novembre). Un dimanche de janvier est un hommage aux marches républicaines en réaction aux attentats de janvier. Le soir de la première à Paris, le 27 novembre (jour de l'hommage national aux victimes), tandis qu'il chante, le fond de la scène se teinte aux couleurs nationales, sous les applaudissements nourris du public qui spontanément entame une Marseillaise, pendant que Johnny Hallyday accroche au pied d'un micro un drapeau français. Le chanteur donne son cinquantième et dernier concert de l'année, au Zénith d'Amiens, le 16 décembre.
Janvier 2016, les vingt semi-remorques transportant le matériel sont à Montpellier, où Johnny Hallyday les 22 et 23, donne le coup d'envoi de la troisième partie du Rester Vivant Tour à l'Arena. Les 2 et 3 février, la tournée est de retour sur la scène de Bercy, sur laquelle le chanteur se produit pour la 93e fois (99 représentations au total, dont six au sein des Vieilles Canailles), ce qui fait de lui l'artiste solo s'y étant le plus souvent produit. Il est à Barcelone, au Grand théâtre du Liceu le 8 mars et les 26 et 27 au Palais 12 de Bruxelles (la représentation du 26 est retransmise en direct dans plus de trois cent cinémas). « On a bien cru qu'on allait jamais y arriver » déclare l'artiste au public belge, faisant allusion aux attentats dans la capitale le 22 mars et aussi à l'annulation de la représentation du 21 novembre 2015 - et reporté au 26 mars 2016 - par les autorités bruxelloises après les attentats du 13 novembre 2015 en France. Johnny Hallyday arborant un drapeau belge, modifie la fin de son récital en reprenant la chanson de Jacques Brel Quand on n'a que l'amour. Le troisième acte de la tournée s'achève le 29 avril à Nouméa en Nouvelle-Calédonie et le 4 mai à Tahiti à Papeete.
Le « Rester Vivant Tour » reprend le 29 juin au Stade Louis-Dugauguez de Sedan (c'est la première fois depuis son inauguration - en 2000 - que l'enceinte accueille un événement musical). Johnny Hallyday donne douze représentations au cours cette quatrième est dernière partie de sa tournée, avec comme « point d'orgue » une représentation donnée, le 10 juillet, à l'Opéra Garnier de Paris, au profit de la recherche contre le cancer,.
Une fois encore, l'actualité tragique rattrape le festif et au lendemain de l'attentat du 14 juillet à Nice, en concert à Sion (en Suisse), le chanteur observe avec le public une minute de silence en hommage aux victimes. Le 17 juillet, en concert au Arènes de Nîmes (où il se produit pour la troisième fois durant le Rester Vivant Tour), il modifie la fin de son tour de chant en interprétant (cette fois encore), Quand on n'a que l'amour de Jacques Brel ; la chanson s'achève par la reprise spontanée du public de La Marseillaise. Ce final et l'hommage aux victimes est conservé durant toutes les dernières représentations de la tournée.
Johnny Hallyday donne la 90e et dernière représentation de sa tournée, le 21 juillet au Théâtre Antique de Vienne. Durant le Rester Vivant Tour, l'artiste a interprété 48 titres différents (Rester Vivant Tour). Ce concert du 21 juillet 2016 est le dernier concert solo de Johnny Hallyday,.

### Tournée desVieilles Canailles(2017)
Deux ans après la première série de concerts à Paris, Les Vieilles Canailles se reforment, à l'initiative de Johnny Hallyday et Valéry Zeitoun, le producteur. Une tournée prévue en juin et juillet 2017 est annoncée en novembre 2016.
À la suite de l'annonce du cancer de Johnny Hallyday en mars 2017, de nombreuses rumeurs remettent au cause la participation de ce dernier au trio. Cependant, ces rumeurs sont balayées par le principal intéressé qui confirme sa présence.
Les Vieilles Canailles donnent le premier concert, d'une tournée qui en compte 17, le 10 juin au Stade Pierre Mauroy à Lille. Parfois assis sur un tabouret, mais la voix intacte, Johnny Hallyday est bien présent lors du retour sur scène du trio mythique. Le 24 juin, la première des deux représentations prévues au Palais omnisports de Paris-Bercy, est retransmise en direct sur TF1. La dernière est jouée, le 5 juillet au Festival de Carcassonne.
Dirigé par Michel Gaucher, un orchestre de 22 musiciens accompagne les Vieilles Canailles. Thomas Dutronc, plusieurs fois au cours de la tournée, se joint au trio et l'accompagne à la guitare sur le titre Et moi, et moi, et moi.
La liste des chansons reste inchangée, exception faite de J'ai oublié de vivre, chanté par Johnny et Dutronc en 2014, qui cède la place à Joue pas de rock'n'roll pour moi, qu'Hallyday chante avec Mitchell.
La représentation donnée à Carcassonne le 5 juillet 2017, est le dernier concert de Johnny Hallyday, qui décède cinq mois plus tard.

## Tournées au-delà des pays francophones
1962 : Passager sur le France, vers les États-Unis, le 2 février Johnny donne un récital, Jackie Kennedy est du public.
En mai, toujours aux États-Unis, (où il a enregistré à Nashville l'album Sings America's Rockin' Hits), Johnny effectue une tournée des campus universitaires, chantant notamment à Washington, Chicago, New York…
1963 : En janvier, Johnny Hallyday chante au Palladium de Londres, où il fait la connaissance de Mick Jagger et croise, (sans savoir qui l'aborde avec insistance), Francis Bacon,.
Après l'Angleterre, Johnny se rend au Liban pour une série de galas. À Beyrouth, il apprend que tous ses galas sont annulés, sa venue risquant de provoquer une crise politique. Indésirable, Johnny Hallyday rentre en France, où l'incident est débattu à l'Assemblée nationale.
Le chanteur se produit le 31 mars à Amsterdam, il interprète une douzaine de chansons, dont une version inédite de La bagarre sur des paroles différentes. Le final sur I got a woman (reprise de Ray Charles), tourne à l'émeute et le service d'ordre a bien des peines à contenir le public. La prestation fut enregistrée pour la télévision.
1966 : Dans ce contexte difficile pour lui en France à ce moment de sa carrière où le succès semble lui échapper, au printemps, Johnny Hallyday tourne en Europe de l'Est, chantant notamment en Pologne et en Tchécoslovaquie. Il se produit aussi en Grèce, au Canada et au Cameroun.
1967 : Nouvelle tournée à succès en Amérique du Sud, en ce printemps pour Johnny.
Après un Olympia commun, Sylvie et Johnny se retrouvent à Rio de Janeiro pour une tournée sud américaine de trois semaines. À Rosario en Argentine, ils chantent devant 25 000 personnes.
Après une tournée où il se produit dans plus d'une centaine de villes à travers la France, le chanteur est à nouveau en Amérique du Sud, en septembre, pour une série de galas. (Il y reviendra pour la troisième fois cette année, fin octobre).
1968 : En mars, Sylvie Vartan et Johnny Hallyday tournent en Amérique du Sud, aux Antilles et au Canada, à chaque fois devant plusieurs milliers de personnes. En mai, le chanteur est en tournée en Afrique.
En octobre, en Afrique du Sud à Johannesbourg, ébloui par un projecteur, Johnny Hallyday fait une chute dans la fosse d'orchestre et se fracture un pied. Refusant de déclarer forfait malgré sa blessure, le chanteur termine son récital. Le pied plâtré, une chaise à côté du micro sur laquelle il pose son genou, il honore chacun de ses contrats.
1969 : en février, Johnny Hallyday tourne au Canada durant une huitaine de jours.
1970 : johnny Hallyday est en tournée aux Antilles (du 21 au 25 novembre) et au Canada (du 27 novembre au 5 décembre). L'affiche qui le montre crucifié sur une guitare fait scandale et, après des remous à Pointe-à-Pitre, les étapes canadiennes sont elles aussi émaillées de plusieurs incidents.
1971 : La chanson se produit en février au Sénégal à Dakar.
1973 : Sylvie Vartan et Johnny Hallyday durant leur tournée d'été commune, chantent en Grèce, en Espagne et en Italie,.
1974 : Johnny Hallyday tourne, du 22 au 25 février, en Amérique du Sud, où il se produit, notamment, à deux reprises dans un stade de vingt-mille personnes.
1975 : Johnny est en tournée de promotion en Italie durant le mois de mai. Le mois suivant, le chanteur se produit en Espagne au Brésil et en Iran
Le 28 août Sylvie Vartan et Johnny Hallyday chantent à Québec et à Montréal le 31 (le récital est télévisé).
1980 : Johnny Hallyday chante en Allemagne, en Espagne et en Amérique du Sud.
1994 : Dans le cadre de la tournée de promotion de l'album Rough Town, Le chanteur parcourt du 4 au 14 novembre, plusieurs villes d'Europe du Nord : Zurich, Munich, Amsterdam, Francfort, Bruxelles, Düsseldorf et Hambourg.
2000 : Johnny Hallyday achève sa tournée au Québec, où il chante à Montréal les 29, 30 et 31 août, au théâtre St Denis.
2003 : La tournée d'été du chanteur s'achève au Liban, où les 2 et 3 août, il participe au Festival International de Baalbek.
2012 : La 181e tournée d'Hallyday fait étape à : Los Angeles, Londres, New York, Montréal et pour la première fois Moscou et Tel Aviv.
2014 : Reprenant le Born Rocker Tour, Johnny Hallyday du 24 avril au 15 mai tourne aux États-Unis et au Canada. C'est au Fonda Theatre (en) de Los Angeles qu'il entame ce périple américain qui le conduit à San Francisco, Trois Rivières, Québec, Toronto, Montréal, Washington, Boston, Miami Beach, New Orleans, Houston et Dallas. Le 6 mai, il chante au Beacon Theatre de New York (six ans plus tard, le 23 octobre 2020 est diffusé l'album live posthume Son rêve américain - Live au Beacon Theatre de New-York 2014 et en 2022, neuf des quatorze concerts sont diffusés en coffrets vinyles et/ou CD North América Live Tour Collection).
2015 : Dans le cadre de sa tournée des festivals (du 2 au 29 juillet), Johnny Hallyday se produit, le 9, au Festival International de Jounieh au Liban.
2016 : Johnny Hallyday donne une représentation du Rester Vivant Tour, le 8 mars, à Barcelone au Grand théâtre du Liceu.

## Participations
22 octobre 1972, Johnny Hallyday rejoint Michel Polnareff sur la scène de l'Olympia de Paris, pour la dernière de son show Polnarévolution, l'occasion pour eux de jouer un medley de standards de rock'n'roll.
1985 : Le 13 octobre, Johnny Hallyday participe à La Courneuve au concert humanitaire Chanteurs sans frontières, où il interprète une version d'Aimer vivre très différente de l'originale, (album Rock'n'Roll Attitude). Le concert, qui réunit quelque quatre-vingt artistes, est retransmis en direct à la télévision. Le public ne s'est pas rendu en masse à cette manifestation qui fut un relatif échec. Les fonds récoltés furent reversés au profit de l'Éthiopie et des Restos du cœur.
En décembre, Johnny Hallyday sur la scène du Zénith chante La Musique que j'aime en duo avec Jean-Jacques Goldman. Après Michel Berger, Goldman est pressenti pour écrire et réalisé le prochain album du chanteur.
1986 : En avril, Michel Berger se produit au Zénith de Paris. C'est l'occasion d'un duo avec Johnny, avec lequel il chante Quelque chose de Tennessee. Le look d'Hallyday fait sensation, il apparaît cheveux très courts et teints en blanc, nouveau genre adopté pour les besoins de son prochain film Terminus de Pierre-William Glenn qu'il tourne en juin.
Le 17 novembre, Jean-Jacques Goldman est en concert à Saint-Étienne, rejoint par Johnny Hallyday, ils interprètent Je t'attends, chanson écrite par Goldman.
Ces deux manifestations mises à part, en cette année 1986, pour la toute première fois de sa carrière, Johnny Hallyday ne se produit pas sur scène.
1988 : La campagne électorale pour l'élection présidentielle bat son plein. Le 20 mars, à l'Hippodrome de Vincennes, Johnny Hallyday chante en « première partie » d'un meeting du candidat RPR Jacques Chirac - alors Premier ministre et déclare au finale de Quelque chose de Tennessee : « On a tous en nous quelque chose de… Jacques Chirac ». Michel Berger auteur de la chanson ne goûta guère à cette affirmation.
1989 : Johnny Hallyday préside, en décembre, le troisième festival du film rock de Val-d'Isère. À cette occasion, il chante, le 14, La Musique que j'aime accompagné par le groupe Trust, avec Pierre Billon, l'acteur Pierre Richard et Vincent Palmer, (ex guitariste du groupe Bijou), Je t'attends - Whole Lotta Shakin' Goin' On.
1991 : David Hallyday chante au Zénith en février, pour deux représentations. Au cours de la dernière, Sylvie Vartan et Johnny Hallyday interprètent avec leurs fils Johnny B. Goode de Chuck Berry.
Le chanteur en tournée, multiplie les manifestations, ainsi le 8 juin, Johnny Hallyday chante pour SOS Racisme sur l'esplanade du château de Vincennes, devant soixante mille personnes. La Musique que j'aime est interprété en duo avec Amina. Le 15 septembre, il chante devant cent mille spectateurs à la fête de l'Humanité et le 21 place de la Nation, il participe à un concert donné en hommage aux victimes du putsch de Moscou, cent vingt mille personnes sont présentes.
1997 : Le 26 janvier, il participe à la soirée des Restos du cœur au Zénith, où il chante l'Hymne à l'amour avec Patricia Kaas et L'Envie avec Roch Voisine, Patrick Bruel et Jean-Jacques Goldman. (C'est l'unique scène du chanteur au cours de l'année). (voir Le Zénith des Enfoirés).
1998 : Cette année encore, Hallyday participe au désormais traditionnel concert des Enfoirés, le 26 janvier au Zénith. Il chante Requiem pour un fou avec Lara Fabian et Excuse-moi partenaire avec Éric Cantona, (Jean-Jacques Goldman est à la guitare). (Enfoirés en Cœur).
2000 : L'automne est encore, (après sa tournée)), pour Johnny l'occasion de quelques scènes. On le voit le 6 novembre, au Zénith de Paris, où se produit Patrick Bruel, avec qui il chante Et puis je sais. Sur la même scène, mais cette fois au cours d'une représentation de Pascal Obispo, le 18 novembre, il est en duo avec lui sur Allumer le feu.
2001 : Le 24 septembre, Johnny Hallyday chante en duo avec Brian Setzer, (chanteur du groupe The Stray Cats), Blue Suede Shoes sur la scène de l'Olympia. (Cette participation est l'unique scène du chanteur en 2001).
2004 : Johnny Hallyday, en duo avec Charles Aznavour, chante Sur ma vie, le 22 mai, en direct du palais des congrès, au cours d'une émission spéciale retransmise sur TF1 pour le 80e anniversaire d'Aznavour. La soirée est organisée au profit de l'Institut national du cancer. Le président de la République Jacques Chirac et son épouse sont présents. Un double CD et un DVD intitulés Bon anniversaire Charles !, vendus au profit de l'Institut national du cancer, sortiront en décembre.
2007 : Eddy Mitchell et son Jambalaya Tour sont à l'Aréna de Genève le 28 avril. Johnny et Eddy chantent en duo On veut des légendes et Be-Bop-A-Lula, (en VO et en français, Mitchell donnant une reprise de l'adaptation qu'il fit jadis dans sa période Les Chaussettes noires). (Ces duos sont présents sur le live qui parait le 17 novembre Jambalaya Tour).
2009 : Sylvie Vartan chante à l'Olympia les 18, 19 et 20 septembre. Chaque soir, en début de seconde partie, Johnny Hallyday est sur scène à ses côtés. Ensemble, ils interprètent un medley Édith Piaf réunissant les chansons L'Hymne à l'amour et Non, je ne regrette rien. (Sylvie live).
2014 : Gad Elmaleh fête ses vingt ans de carrière sur la scène du Palais des sports de Paris ; le soir de la dernière, le 20 décembre, Johnny Hallyday le rejoint sur scène et interprète en duo avec lui La Musique que j'aime.

## Discographie «live»

### Les albums
- 1960 : Johnny Hallyday à Laroche Migennes et au Vieux Colombier (Culture Factory - inédit jusqu'en 2011)
- 1961 : Johnny Hallyday et ses fans au festival de rock 'n' roll (Vogue)
- 1961 : Johnny Hallyday à l'Olympia (Vogue - inédit jusqu'en 2012)
- 1962 : Johnny à l'Olympia
- 1964 : Johnny Hallyday Olympia 64
- 1965 : Johnny Hallyday Live Toulouse 12 octobre 1965 (inédit jusqu'en 2023)
- 1965-1966 : Live à l'Olympia : 1965 / 1966 (Universal - inédit jusqu'en 2011)
- 1966 : Johnny Hallyday Fréjus 30 juillet 1966 (inédit jusqu'en 2022)
- 1967 : Olympia 67
- 1967 : Johnny au Palais des sports
- 1968 : Live Grenoble 1968 (Universal - inédit jusqu'en 2012)
- 1969 : Que je t'aime (Palais des sports 1969)
- 1969 : Johnny Live Port Barcarès 1969 (inédit jusqu'en 2020)
- 1970 : Johnny Hallyday live Cambrai 4 sept. 1970 (inédit jusqu'en 2022)
- 1971 : Live at the Palais des sports (Palais des Sports 1971)
- 1972 : Olympia 1972 (inédit jusqu'en 2019)
- 1972 : Johnny Circus été 1972 (inédit jusqu'en 2022)
- 1973 : Live Olympia 1973 (Universal - inédit jusqu'en 2012)
- 1973 : Johnny Hallyday Lyon Palais d'hiver 14 avril 1973 (inédit jusqu'en 2023)
- 1976 : Johnny Hallyday Story - Palais des sports
- 1979 : Pavillon de Paris : Porte de Pantin
- 1981 : Live
- 1982 : Palais des sports 82
- 1984 : Johnny Hallyday au Zénith
- 1985 : Zénith 1985 (La dernière, 2 fév. 1985) (inédit jusqu'en 2024)
- 1987 : Johnny à Bercy
- 1988 : Live at Montreux 1988 (inédit jusqu'en 2008)
- 1990 : Dans la chaleur de Bercy
- 1991 : Fête de L'Huma 91 (inédit jusqu'en 2024)
- 1992 : Bercy 92
- 1993 : Parc des Princes 1993
- 1994 : À La Cigale
- 1996 : Lorada Tour (Bercy 1995)
- 1996 : Live at the Aladdin Theatre (Las Vegas 1996)
- 1998 : Stade de France 98 Johnny allume le feu
- 2000 : 100 % Johnny : Live à la tour Eiffel
- 2000 : Olympia 2000
- 2000 : Happy Birthday Live - Parc de Sceaux 15.06.2000 (Universal - inédit jusqu'en 2020)
- 2003 : Parc des Princes 2003
- 2003 : Hallyday Bercy 2003 (Universal - inédit jusqu'en 2020)
- 2006 : Flashback Tour : palais des sports 2006
- 2007 : La Cigale : 12-17 décembre 2006
- 2009 : Tour 66 : Stade de France 2009
- 2011 : Le Concert événement à La Tour Eiffel 2011 (inédit jusqu'en 2024)
- 2013 : On Stage (Tour 2012)
- 2013 : Born Rocker Tour
- 2014 : Son rêve américain - Live au Beacon Theatre de New-York 2014 (Warner - inédit jusqu'en 2020)
- 2016 : Rester Vivant Tour
- 2019 : Les Vieilles Canailles Le Live (sortie posthume ; concert du 24 juin 2017 à Bercy)

### Divers

#### Participations
- 2001 : Millésime Live 00/01 de Pascal Obispo.
- 2001 : Rien ne s'efface… de Patrick Bruel.
- 2007 : Jambalaya Tour d'Eddy Mitchell.
- 2010 : Sylvie live de Sylvie Vartan.

#### Caritatives
- 1989 : Tournée d'Enfoirés
- 1997 : Le Zénith des Enfoirés
- 1998 : Enfoirés en Cœur